# Centrale thermique de Ronchamp
Vous lisez un « bon article » labellisé en 2015.
La centrale thermique de Ronchamp est une centrale électrique à charbon implantée à proximité du puits du Chanois dans la ville de Ronchamp, en Haute-Saône, dans la région française de Bourgogne-Franche-Comté.
Elle est exploitée par les houillères de Ronchamp de sa construction entre 1906 et 1907 jusqu’à la nationalisation en 1946, elle devient alors propriété d'Électricité de France jusqu'à sa fermeture en 1958. Elle est agrandie deux fois entre 1910 et 1924, pour atteindre une puissance de 30 MW. Sa production annuelle varie alors entre 5 et 37 GWh jusqu'en 1950. Elle est dotée d'un réseau de distribution spécifique couvrant des dizaines de communes sur plusieurs départements.
Après sa fermeture en 1958, ses installations sont rapidement démantelées, mais les bâtiments sont lentement démolis tout au long de la seconde moitié du XXe siècle. Des vestiges et des traces subsistent au début du XXIe siècle.

## Localisation
La centrale est située à Ronchamp, dans le département de la Haute-Saône en région française de Bourgogne-Franche-Comté. Elle est implantée entre le centre-ville et la plaine du Chanois, à proximité du lit du Rahin. Sa position forme un triangle avec le puits du Chanois, situé à une centaine de mètres, et les installations de triages-lavage-cokerie, situées à 200 mètres.

## Histoire

### Construction
La décision de construire une centrale électrique est prise en 1905 par les houillères de Ronchamp pour recycler les déchets de lavage invendables (schlamms) mais pouvant être utilisés dans les chaudières d'une centrale. La construction commence l'année suivante sur le carreau du puits du Chanois selon les plans architecturaux de Léon Poussigue et dure un an (1906-1907). Le bâtiment des chaudières est composé d'une structure métallique remplie de briques tandis que les bâtiments des machines et des transformateurs sont construits en pierres ornées de briques dans une architecture similaire à celle des bâtiments du puits Arthur-de-Buyer. Trois turbines à vapeur, couplées à des alternateurs, alimentées par deux batteries de cinq chaudières et des transformateurs, sont installées.

La construction du bâtiment des chaudières pendant l'été 1907.
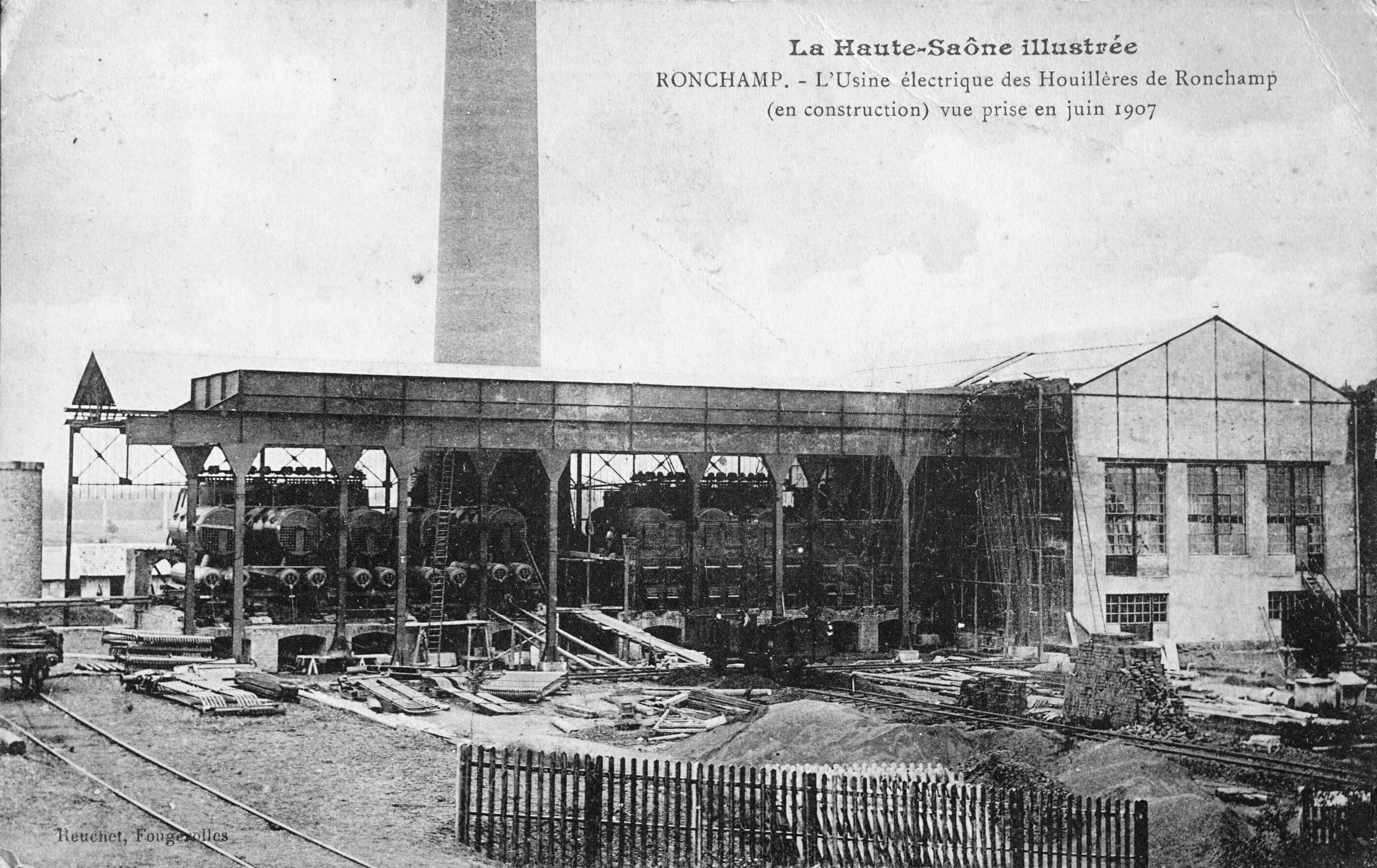
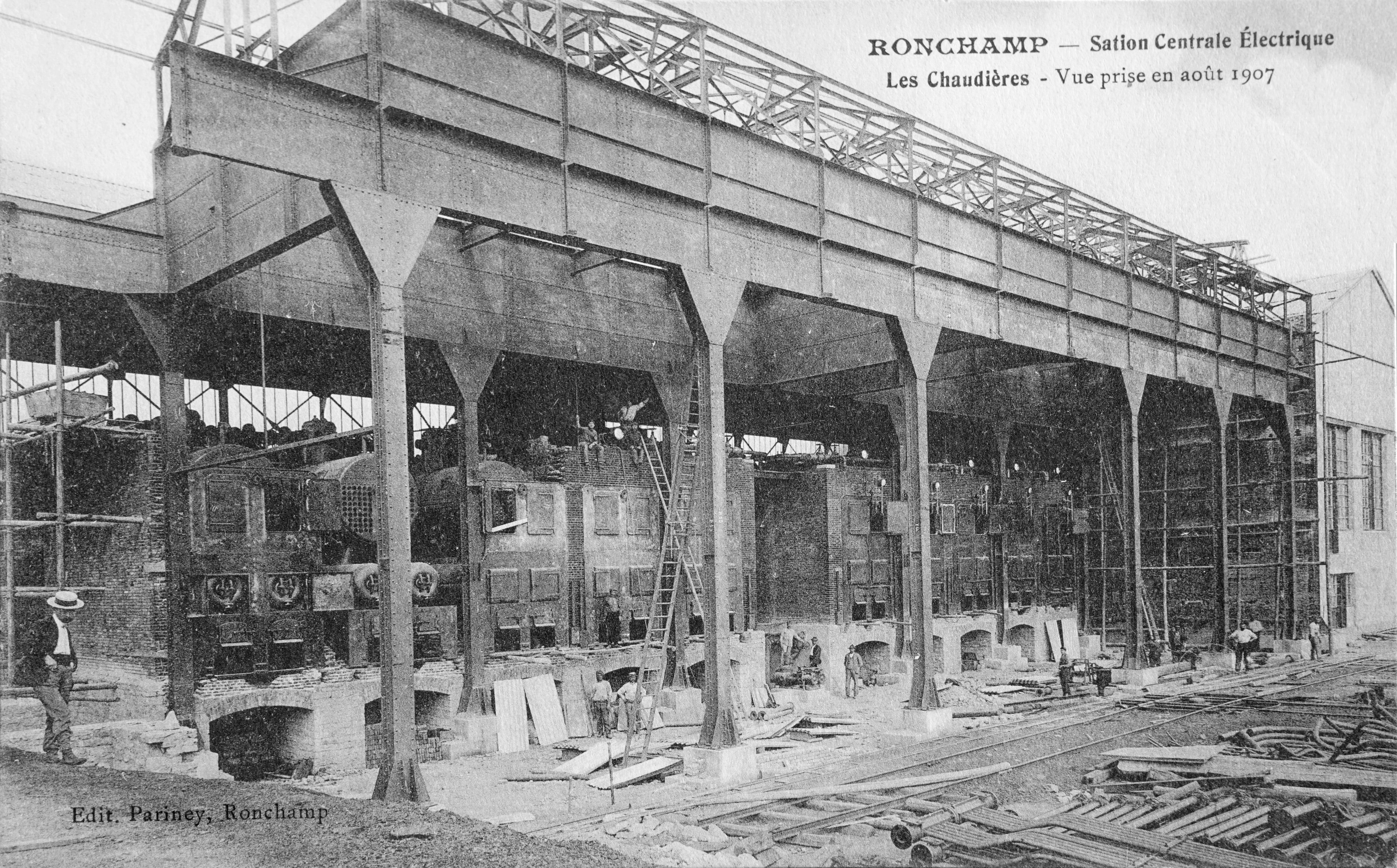

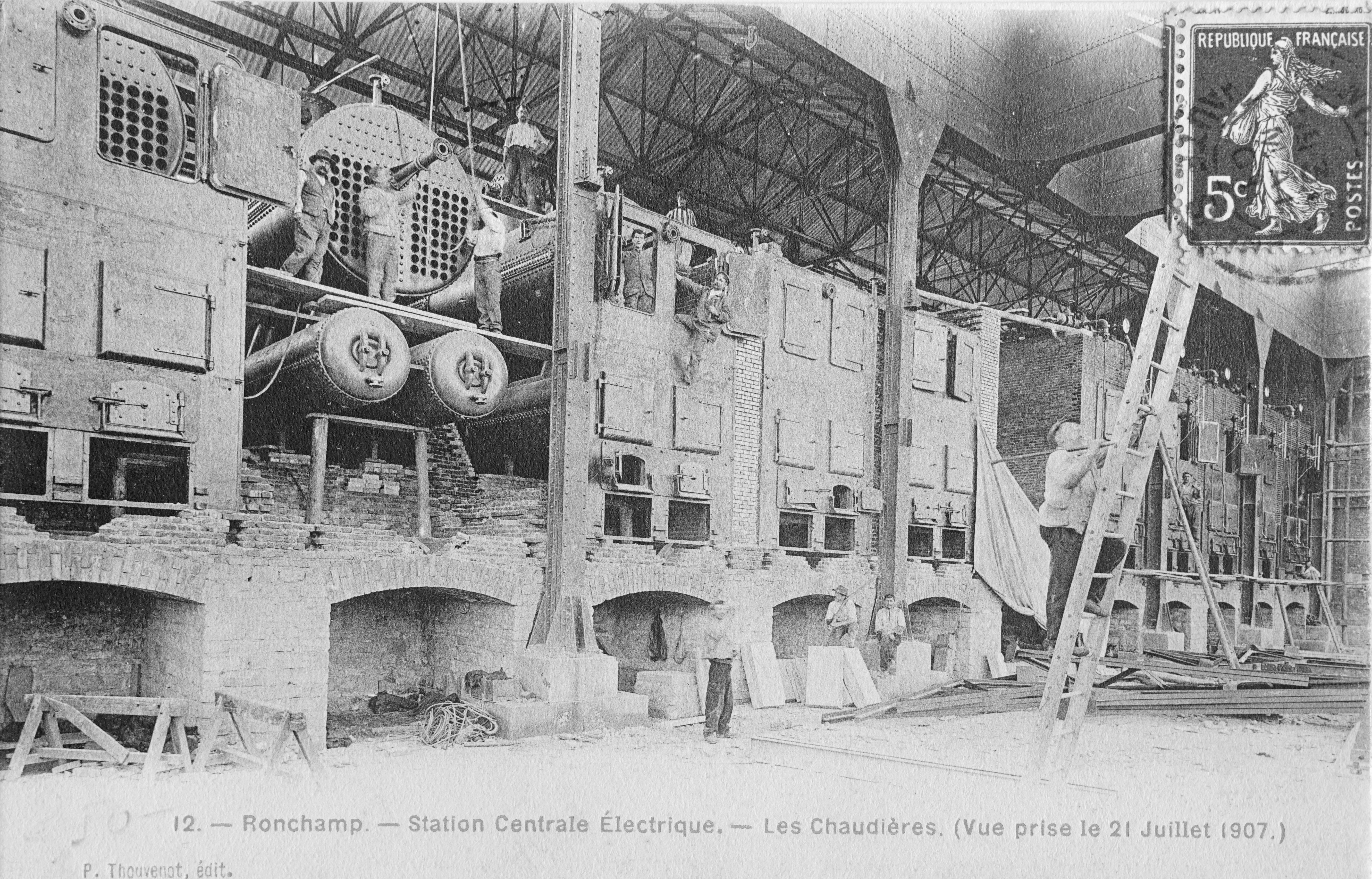
Les chaudières.
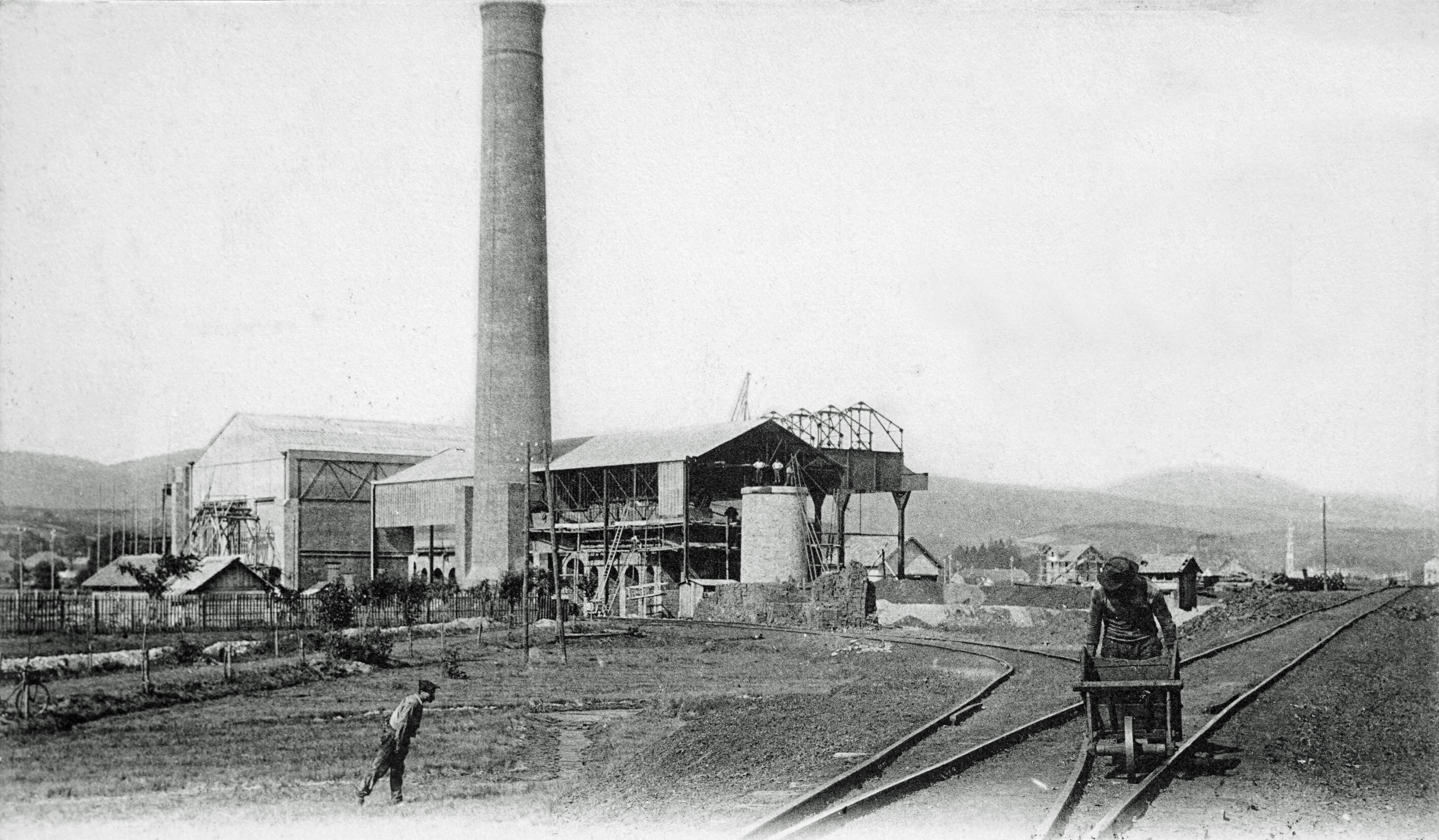
Vue d'ensemble à la même période.

### Agrandissements
Bien que modeste à ses débuts, la centrale est conçue pour s'agrandir petit à petit. Après un rapide agrandissement vers 1910, les déchets de lavage ne suffisent plus à alimenter les chaudières de la centrale, et le charbon vendable est alors consommé. La production d'électricité restant insuffisante face à la demande croissante, un accord est conclu avec une société d'énergie hydroélectrique suisse afin que celle-ci fournisse à la Société de Ronchamp quelques milliers de kilowatts. Les premières livraisons d'électricité débutent en 1914. En 1912, les génératrices électrique des usines de Gouhenans sont connectés au réseau et l'alimente de façon complémentaire.

Comparaison avant/pendant/après le premier agrandissement avec l’apparition d'une seconde cheminée.
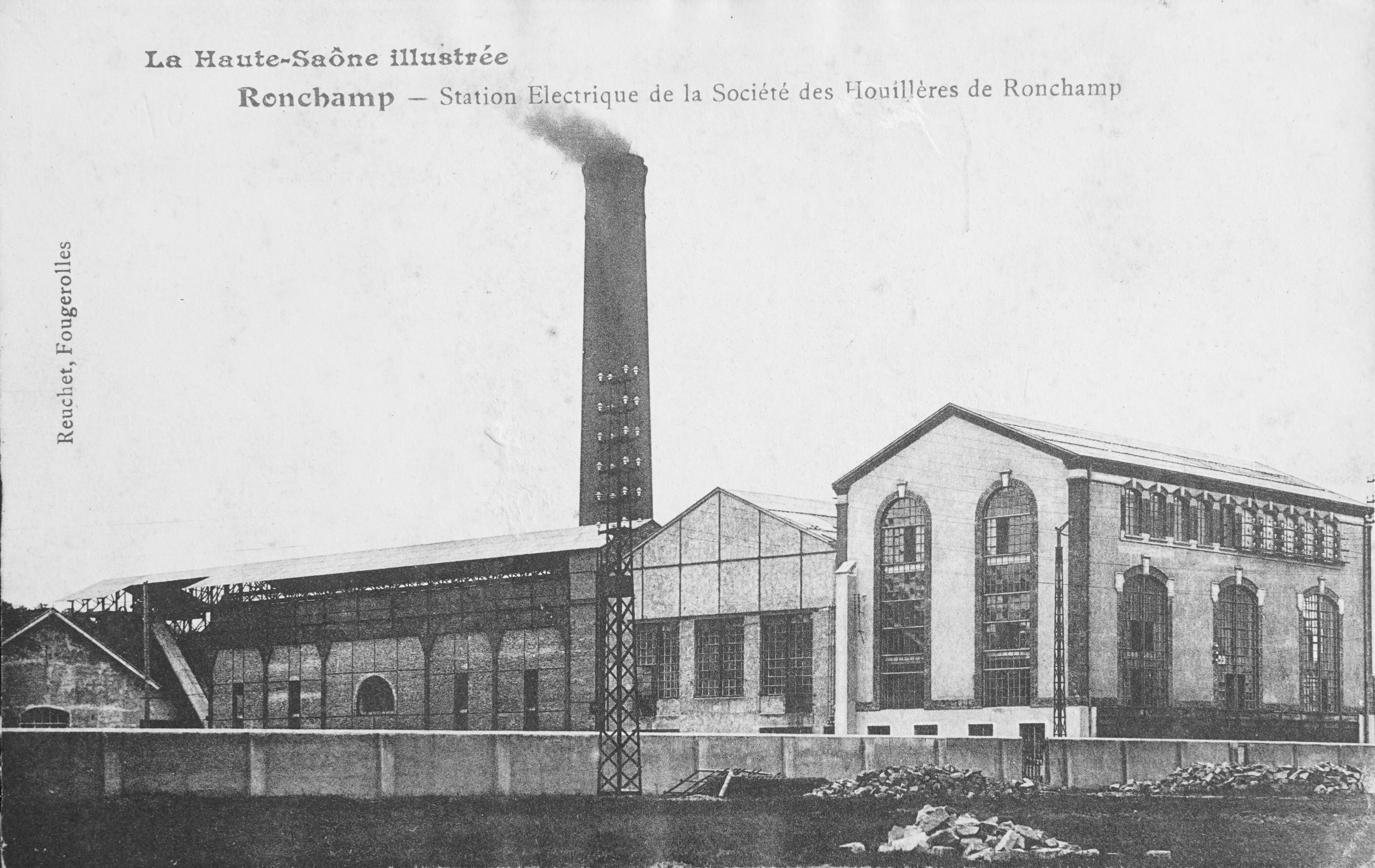
Avant.
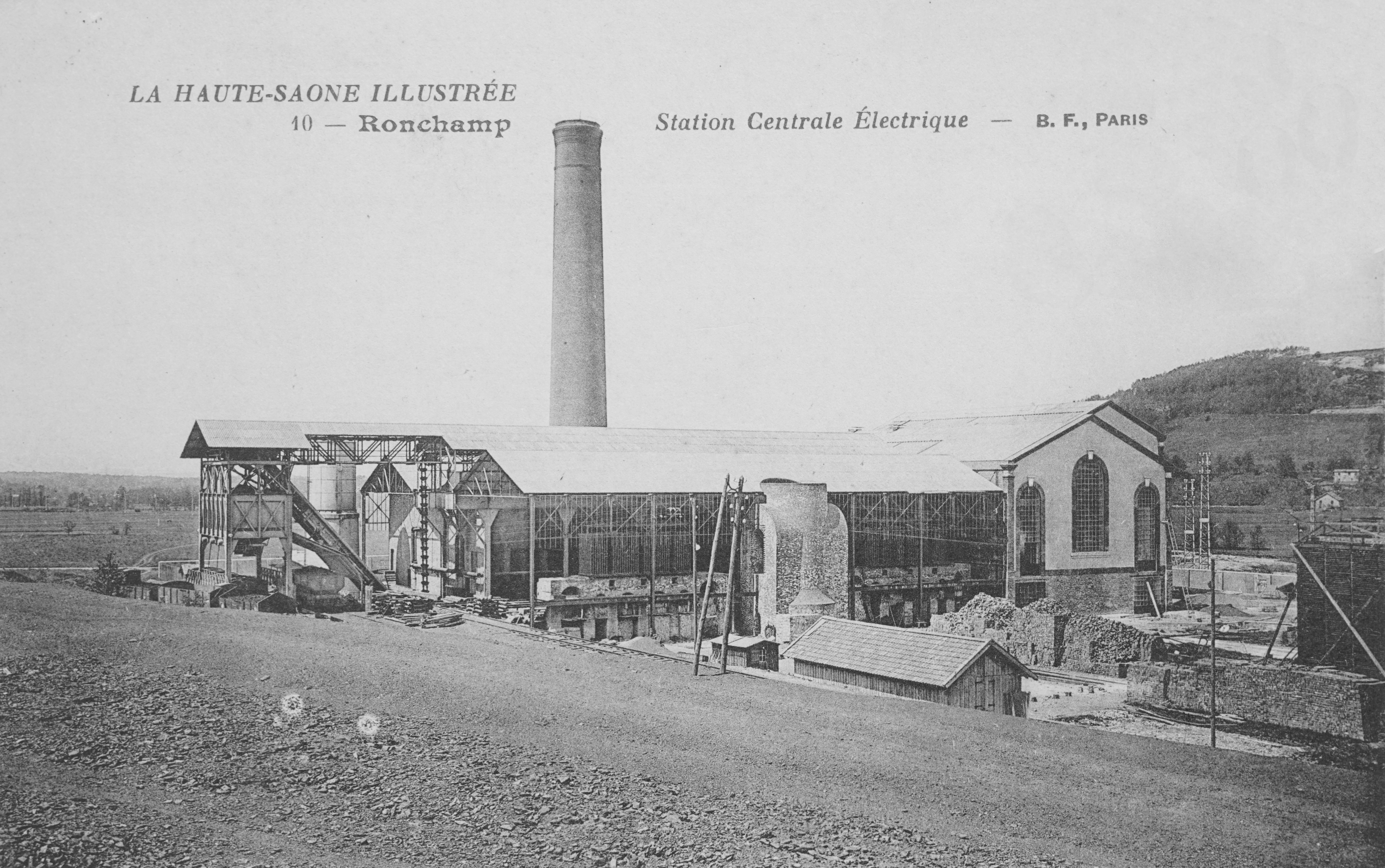
Pendant.

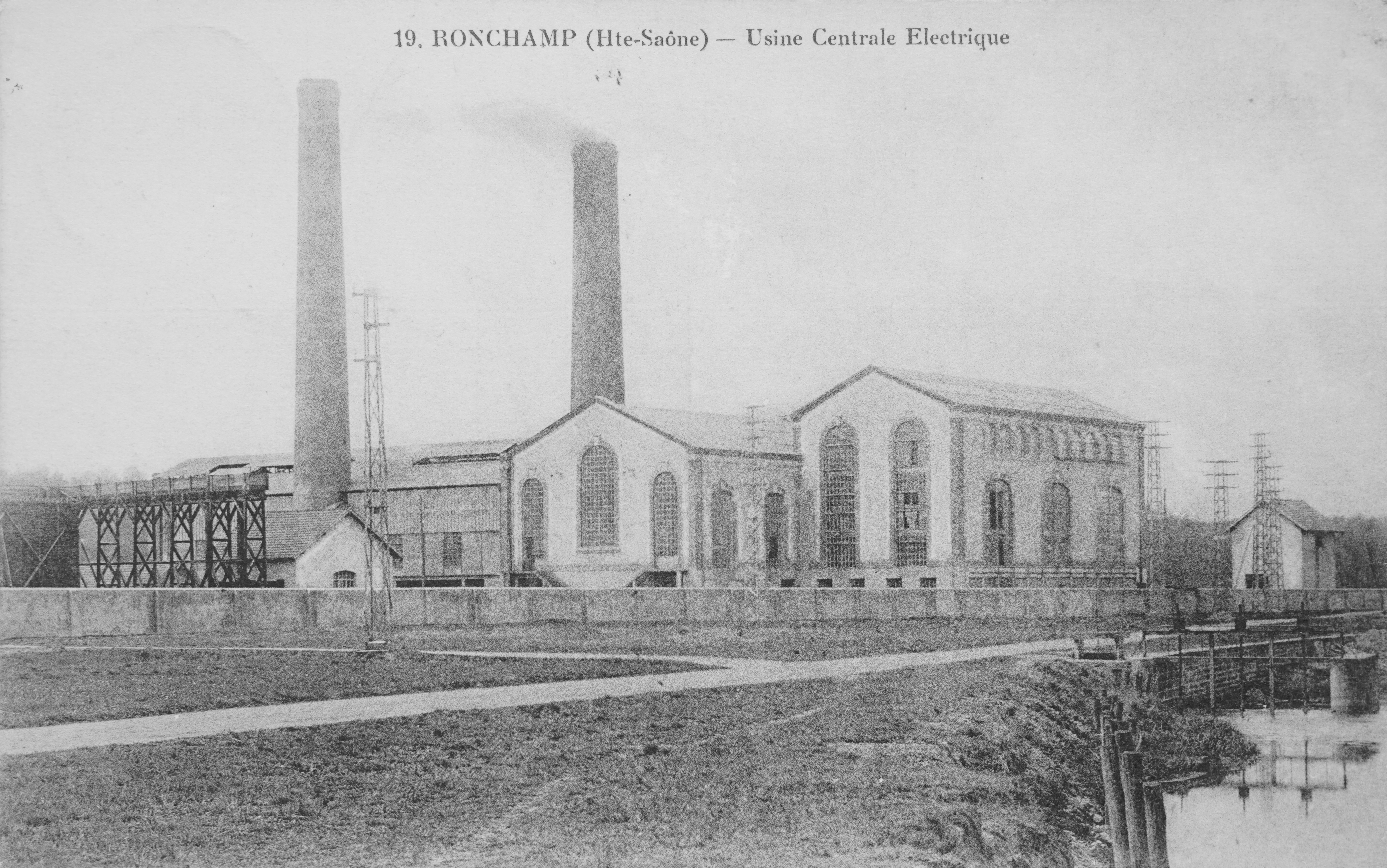
Après.
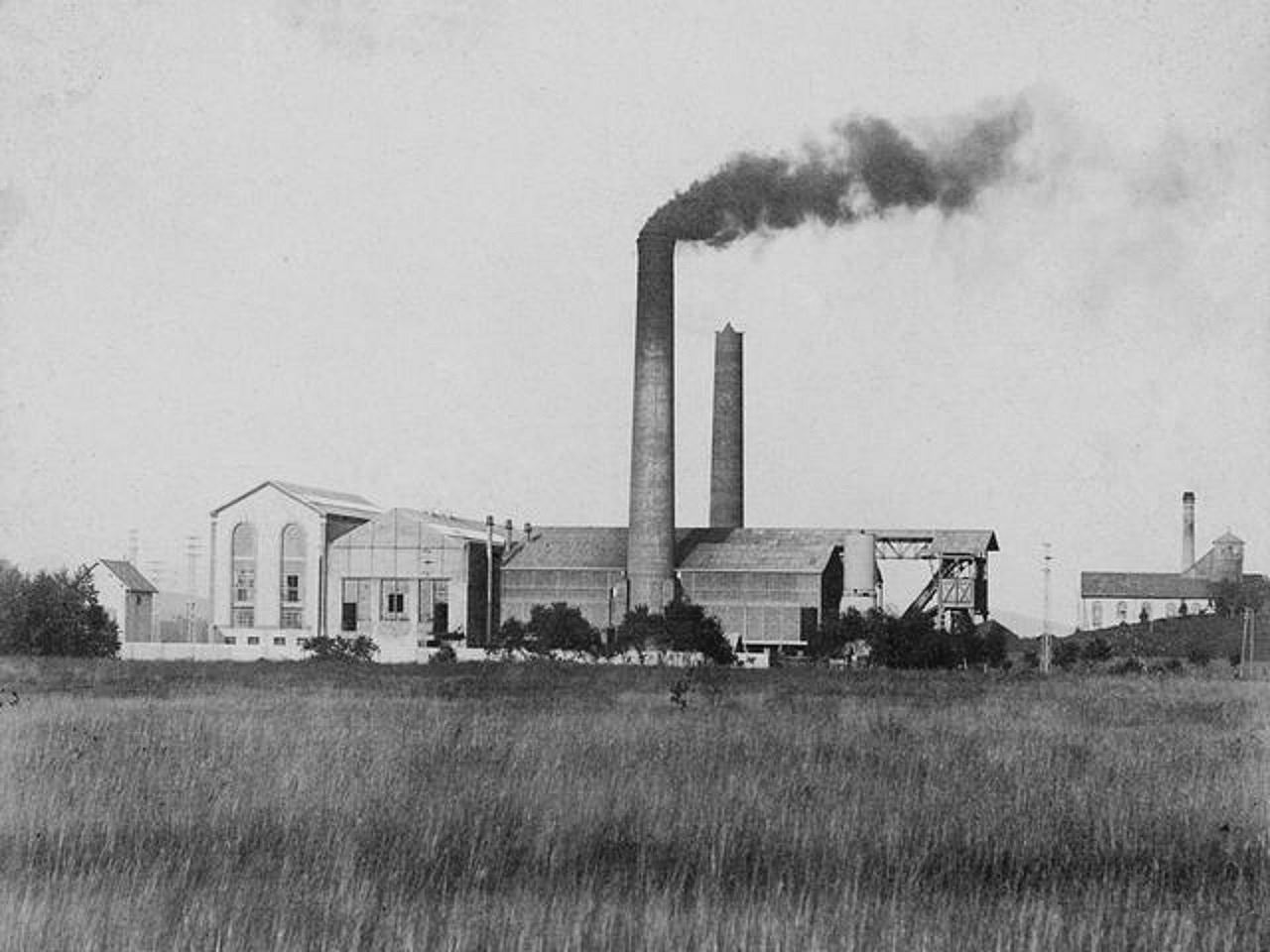
Vue éloignée avec le puits du Chanois.

Après l'armistice de la Première Guerre mondiale, la consommation électrique en France et le service électrique de Ronchamp sont en plein essor, ce qui entraîne l'installation d'un nouvel alternateur à la centrale de Ronchamp et aussi le développement de l'énergie hydroélectrique en Suisse. En 1924, après plusieurs années de travaux, le service électrique de Ronchamp possède des installations assez puissantes avec cinq turboalternateurs.
En 1935, les houillères intègrent la centrale hydroélectrique de Montbozon en Haute-Saône, qui produit de l'électricité depuis 1893 à partir du courant de l'Ognon.

### Nationalisation

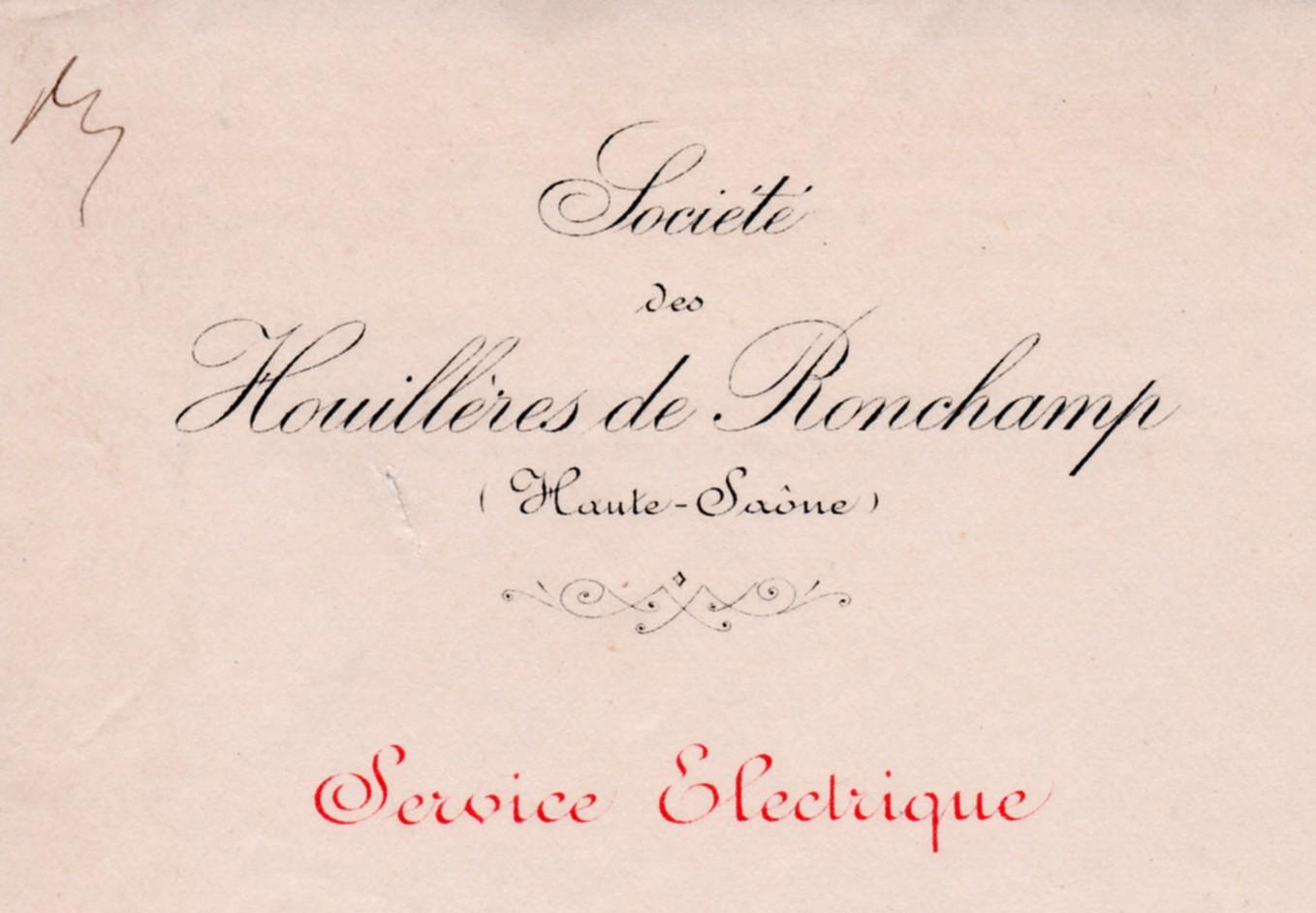
En-tête du service électrique des houillères en 1913.

Logo d'EDF en 1946.

Lors de la nationalisation des houillères françaises en 1946 sous l'impulsion du Gouvernement provisoire menée initialement par Charles de Gaulle, le bassin minier de Ronchamp est confié à Électricité de France (EDF), parce qu'il est trop éloigné des autres grands bassins miniers et qu'il possède une importante centrale thermique. Cette dernière rejoint donc le réseau national qu'elle sert pendant les douze dernières années de son existence.
En 1947, la centrale hydroélectrique de la forge de Montagney, datant de 1922, intègre la partie production du réseau électrique.
Dès 1950, EDF tente d’abandonner l’exploitation du charbon à Ronchamp, mais les mineurs constituent un comité de défense de la mine qui se bat pour prolonger la durée de vie de l'exploitation (voire la relancer) et pour moderniser la centrale, la qualifiant de rentable. Mais aucune modernisation n'a lieu et les puits ferment les uns après les autres.

### Démantèlement
Après la fermeture des mines en 1958, la centrale thermique, devenue inutile, est rapidement démantelée et partiellement démolie au cours des années 1960 ; il ne reste que le plus haut bâtiment, une cheminée tronquée et la base du château d'eau qui tombent en ruine,. Ces friches industrielles sont démolies (à l'exception du château d'eau et de quelques petits bâtiments reconvertis) en 1991 pour être remplacées par un déconstructeur automobile,.

## Installations

L’environnement du puits du Chanois et de la centrale en 1949.

- Forêts
- Terrils
- Bâtiments miniers
- Cité minière
- Plans d'eau
- Autres constructions
- Voies ferrées

### Le combustible
Le combustible utilisé par la centrale est la houille qui est directement extraite sur place, dans les quatre charbonnages des mines locales alors en activité dans le bassin minier de Ronchamp et Champagney. Géologiquement, elle appartient au secteur ouest du bassin houiller stéphanien sous-vosgien, qui représente sa partie la plus riche et la plus facilement exploitable.
| Nom                   | Géolocalisation             | Distance | Transport | Durée de l'approvisionnement | Photo |
| --------------------- | --------------------------- | -------- | --------- | ---------------------------- | ----- |
| Puits du Magny        | 47° 41′ 16″ N, 6° 38′ 00″ E | 0,8 km   | Rail      | 1907 — 1916 1927 — 1958      |       |
| Puits du Chanois      | 47° 41′ 36″ N, 6° 37′ 47″ E | 0,1 km   | Rail      | 1907 — 1951                  |       |
| Puits Arthur-de-Buyer | 47° 40′ 37″ N, 6° 36′ 51″ E | 2,1 km   | Rail      | 1907 — 1954                  |       |
| Puits de l'Étançon    | 47° 42′ 33″ N, 6° 38′ 46″ E | 2,2 km   | Route     | 1950 — 1958                  |       |

### La centrale

Les installations après 1924.
Bâtiments des chaudières 1907 (pâle), 1910 (clair), 1924 (foncé)
Bâtiments des turboalternateurs 1907 (pâle), 1910 (clair), 1924 (foncé)
Bâtiments des transformateurs et salle de contrôle
Chargement des chaudières

Pour un article plus général, voir Centrale thermique.
Au départ la centrale compte trois turbines à vapeur Zoelly accouplées à des alternateurs de 1 500 kilowatts. Ces turbines sont alimentées par deux batteries de cinq chaudières semi-tubulaires avec surchauffeurs et réchauffeurs Green de 250 m2 de surface de chauffe. Le courant primaire à 5 000 volts et 50 hertz était survolté à 30 000 volts par des transformateurs statiques de 1 500 kW de puissance à l'exception de celui qui était envoyé directement aux cabines de distribution du voisinage. Peu de temps après sa construction, la centrale est agrandie avec une nouvelle turbine de 3 000 kW accompagnée de ses chaudières pourvues de foyers automatiques. Après l'armistice de la Première Guerre mondiale, un alternateur de 6 000 kW est ajouté, puis d'autres moins puissants en 1924, cumulant 16,5 MW.
En 1924, la centrale se trouve dans sa configuration définitive. Elle compte un hall des chaudières avec quatre batteries de cinq chaudières semi-tubulaires de 570 m2 de surface de chauffe qui fournissent une vapeur à une pression de 18 kg/cm2, surchauffée à 375 °C. Les fumées sont évacuées par deux cheminées de 50 mètres. La salle des machines est desservie par un pont roulant et abrite cinq turboalternateurs principaux : trois de 1,5 MW, un de 3 MW, un de 6 MW et d'autres moins puissants, fournissant au total une puissance de 30 MW (deux fois moins que la centrale Lucy I à Montceau-les-Mines en Saône-et-Loire, l'une des plus importantes centrales à charbon de l'entre-deux-guerres en France). En mai 1954, la puissance finale est bridée à 16 MW. Un autre bâtiment est affecté à la transformation et au contrôle du courant produit par les alternateurs,.

L'intérieur de la salle des machines et des turbines-convertisseurs.
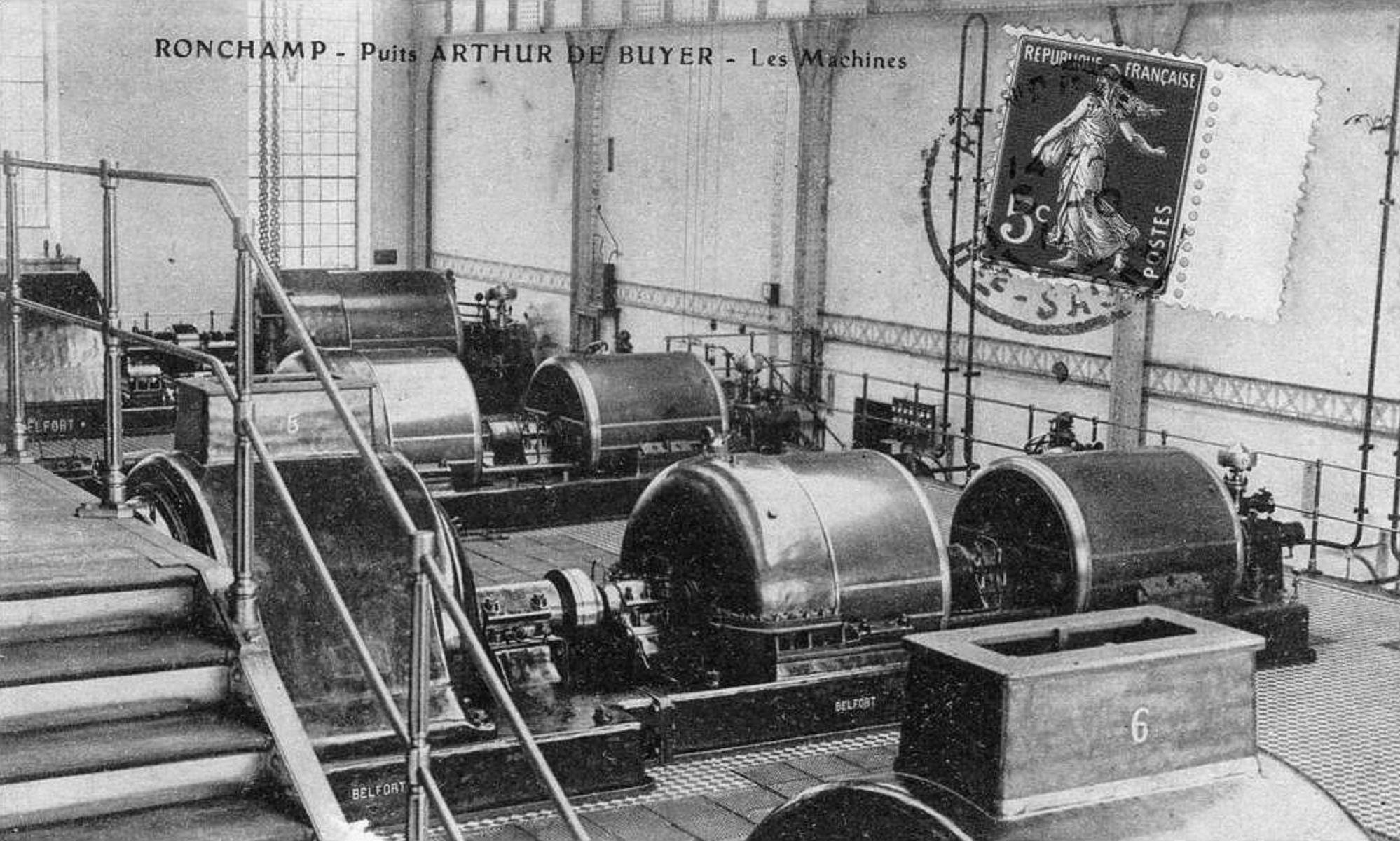
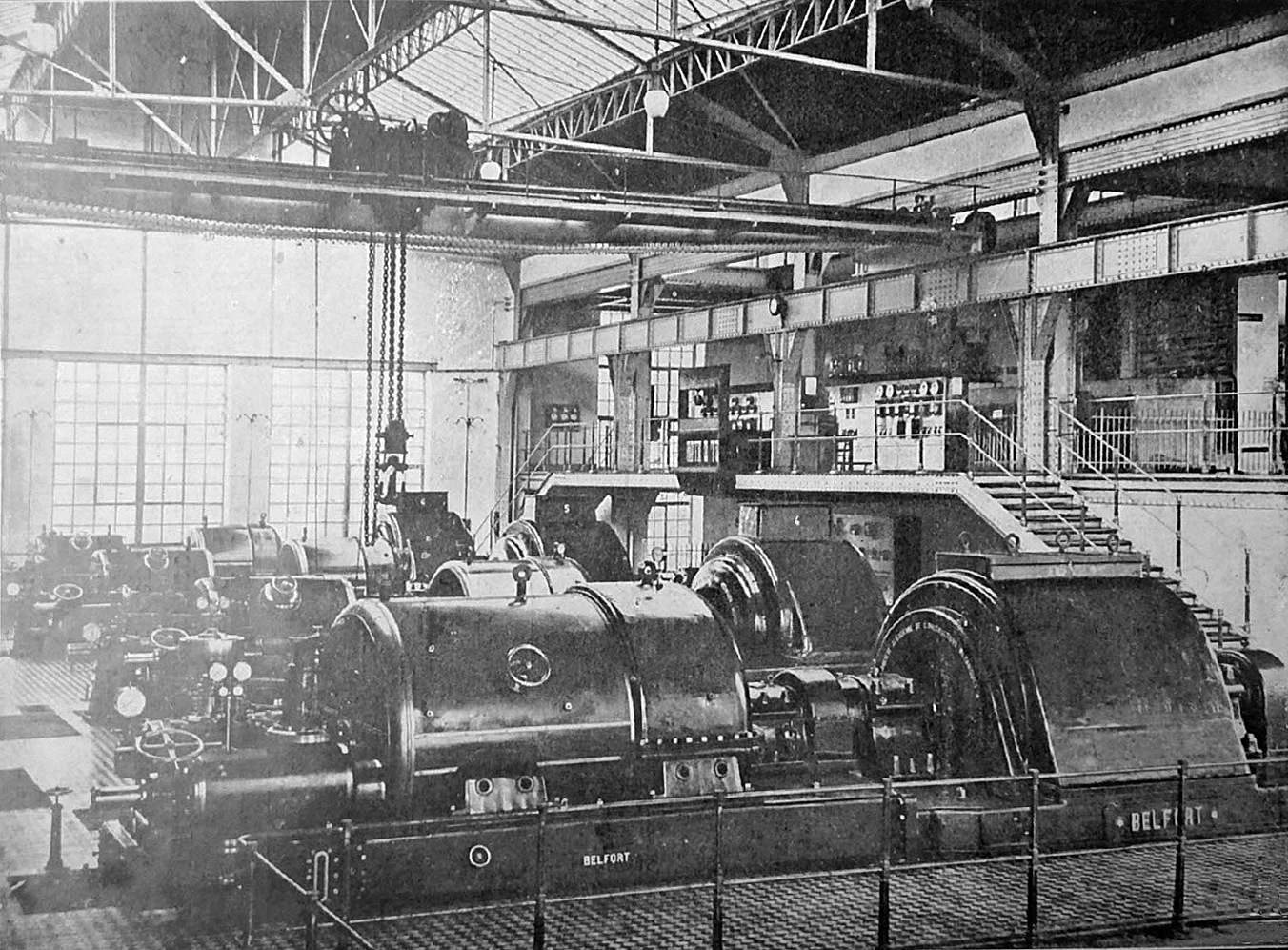
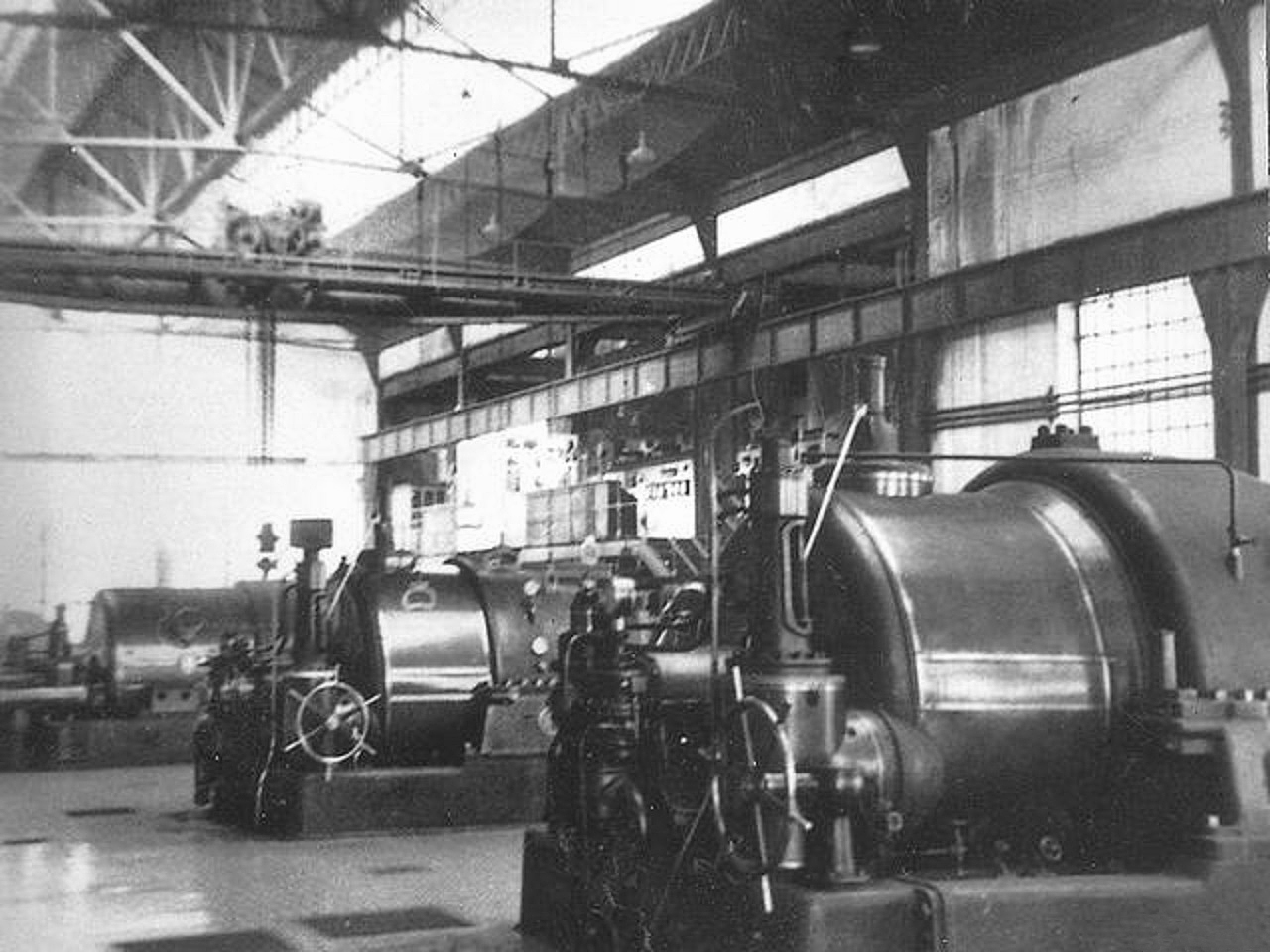

### Le poste de Ronchamp
47° 41′ 44″ N, 6° 37′ 40″ E
Le poste électrique de Ronchamp est implanté sur un site indépendant situé à moins de 200 mètres au nord de la centrale, sur l'autre rive du Rahin, plusieurs ponts assurant la liaison entre les deux. Ce site accueille le départ des lignes à haute tension du réseau, mais aussi la sous-station qui alimente directement les habitants des environs.
Après la fermeture de la centrale, le site est toujours exploité par EDF puis par la société RTE. Les différentes infrastructures qui composent ce poste sont modernisées à plusieurs reprises et il ne reste plus d'éléments d'origine au début du XXIe siècle. De plus, quelques-unes des lignes de 150 000 volts qui en dépendent sont démantelées, comme la ligne Ronchamp-Fougerolles-Plombières, inactive depuis 1996 et démontée fin 2010, ou la ligne Ronchamp-Étupes en 2008 (longue de 24 km).
En 2013, quatre lignes sont connectées au poste de Ronchamp. En 2017, un projet de construction de neuf éoliennes à Saulnot prévoit de distribuer une partie de l'énergie produite via le poste de Ronchamp. En 2020, un projet de construction d'une centrale photovoltaïque sur les terrils du Chanois prévoit également d'utiliser le poste pour la diffusion.

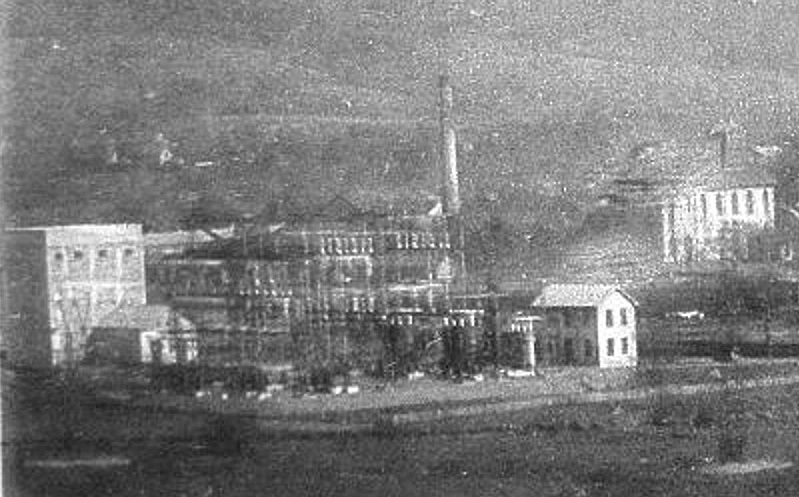
Le poste électrique de Ronchamp et le puits du Chanois.
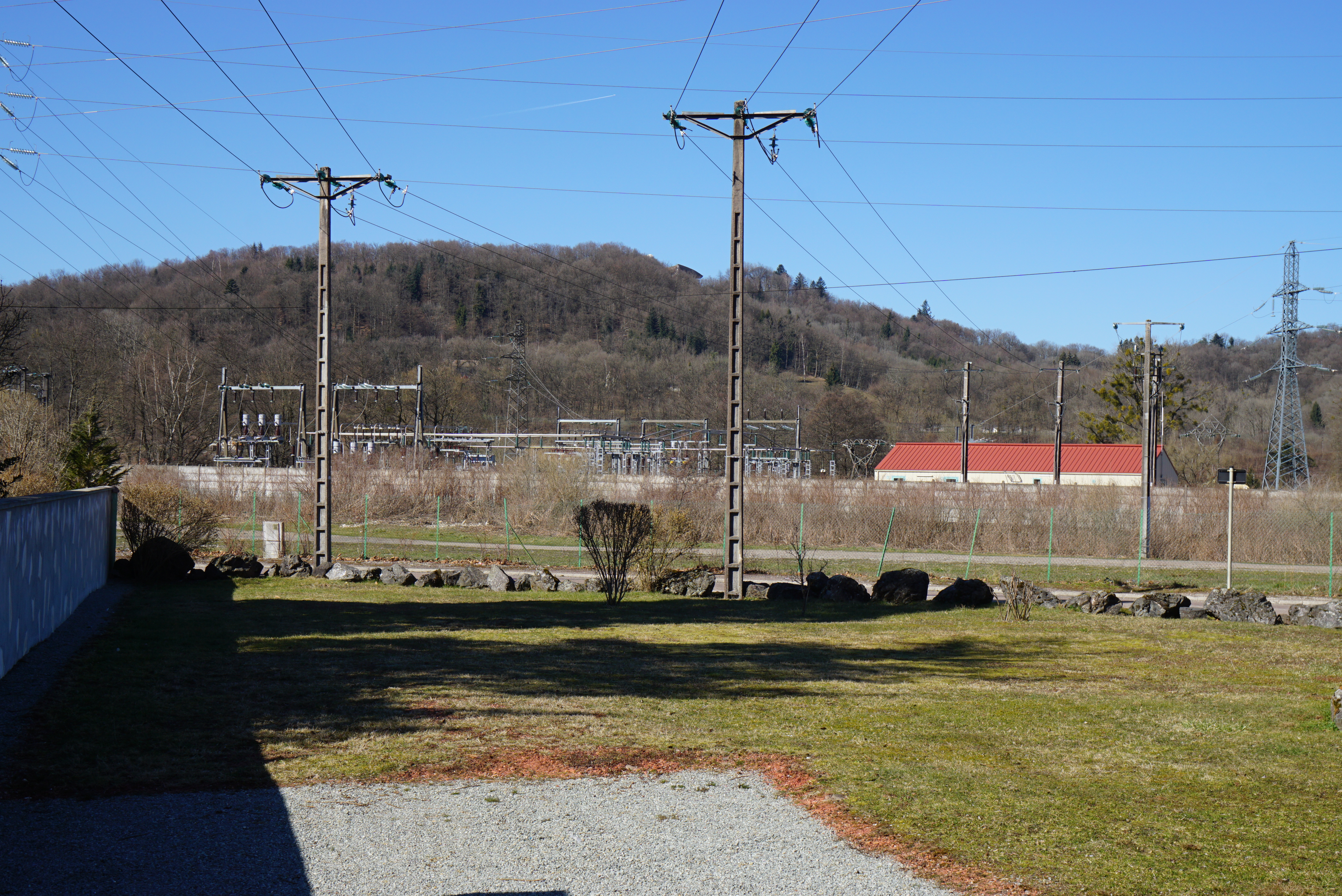
Vue générale.
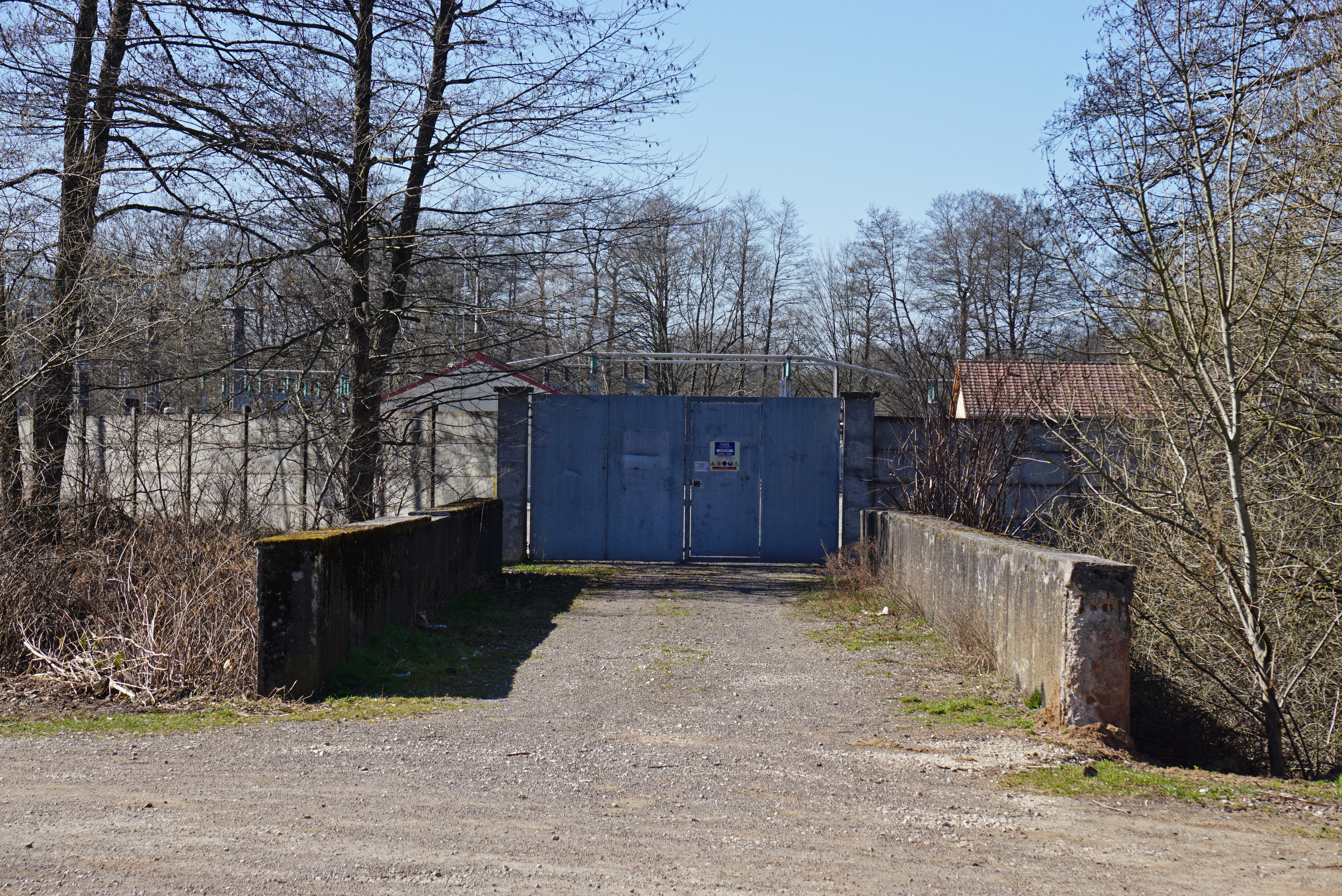
Pont d'accès.
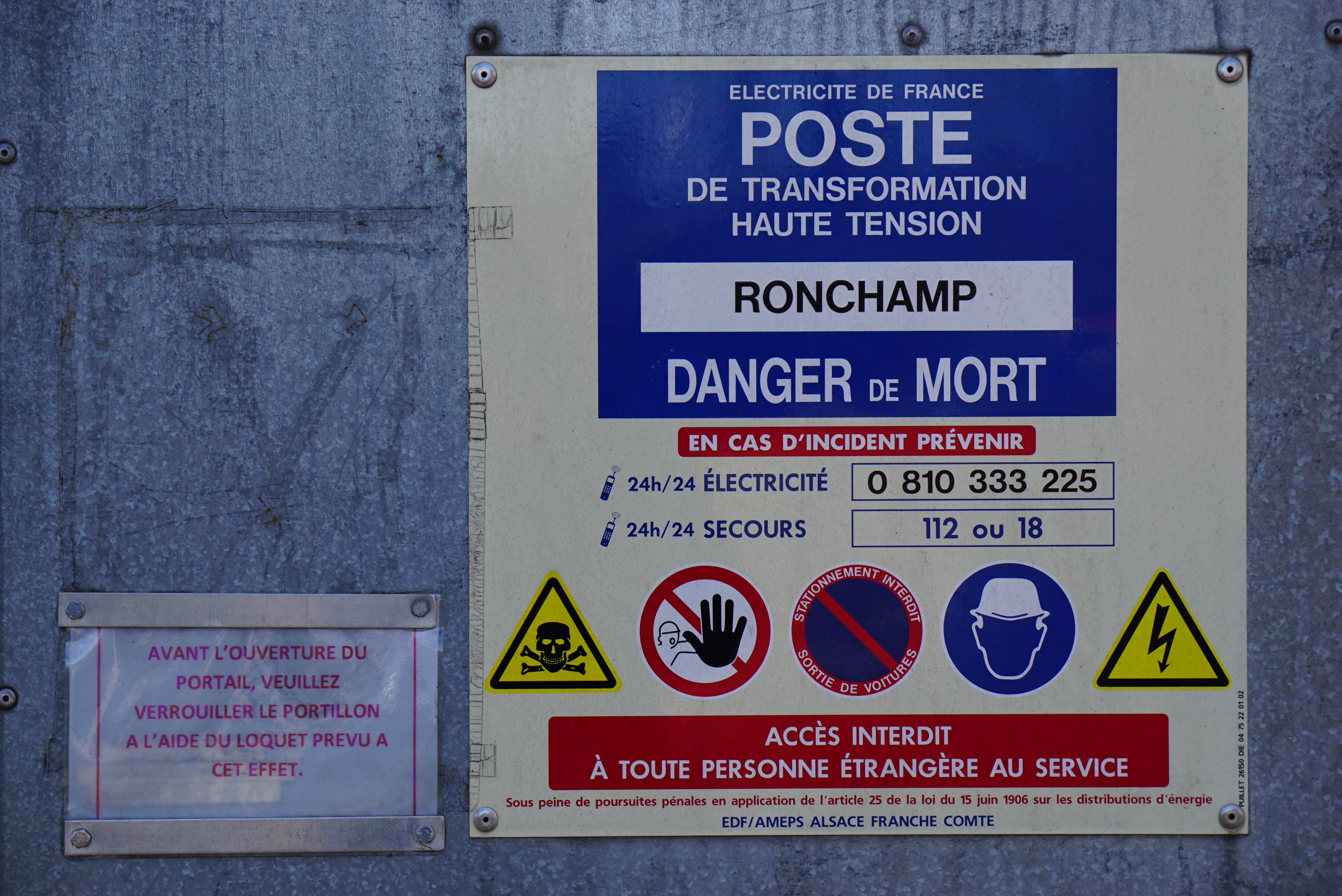
Signalétique.

### Le réseau
Le réseau électrique est composé de plusieurs sous-stations de transformation qui sont établies à Belfort, Frahier, Giromagny, Plancher-Bas, Lure, Luxeuil, Fougerolles, Val d'Ajol et au Thillot, entre autres. Au total 62 communes sont desservies par la centrale thermique de Ronchamp grâce à 600 kilomètres de lignes qui alimentent la région en électricité,.
Au total, la compagnie compte 5 500 clients pour l'éclairage et 650 pour la motorisation, ce qui représente une puissance de 17,245 MW exigeant l’installation de 250 transformateurs et 3 500 compteurs. Les lignes sont divisées par voltage : 60 km à 55 000 volts, 240 km à 30 000 volts, 200 km à 5 000 volts et 100 km à basse tension.
En 1913, le réseau électrique des houillères alimente le chemin de fer d'intérêt local du Territoire de Belfort qui utilise des automotrices électriques. Ce réseau est desservi par la sous-station de Belfort. En 1922, le contrat n'est pas renouvelé et le chemin de fer opte pour la traction à vapeur.
Après un accord avec une société d'hydro-électrique suisse, une station de réception et de contrôle est construite sur la commune de Réchésy, ainsi qu'une ligne électrique allant de cette station à une autre située à Belfort, où un transformateur abaissait le voltage de 55 000 à 30 000 volts.
Pour construire de nouvelles lignes, les houillères préfèrent passer des accords avec les communes concernées pour obtenir une concession et laisser les arbres abattus pour la construction aux municipalités pour qu'elles les revendent. C'est par exemple le cas avec Champagney, en octobre 1931, pour l'édification de la ligne Ronchamp-Andelnans, où la commune accorde pour 1 815 francs par an, une concession renouvelable de 36 ans. La forêt communale est traversée sur 1,625 km et les arbres sont abattus sur seize mètres de large, leur vente rapporte 3 995 francs à la municipalité.

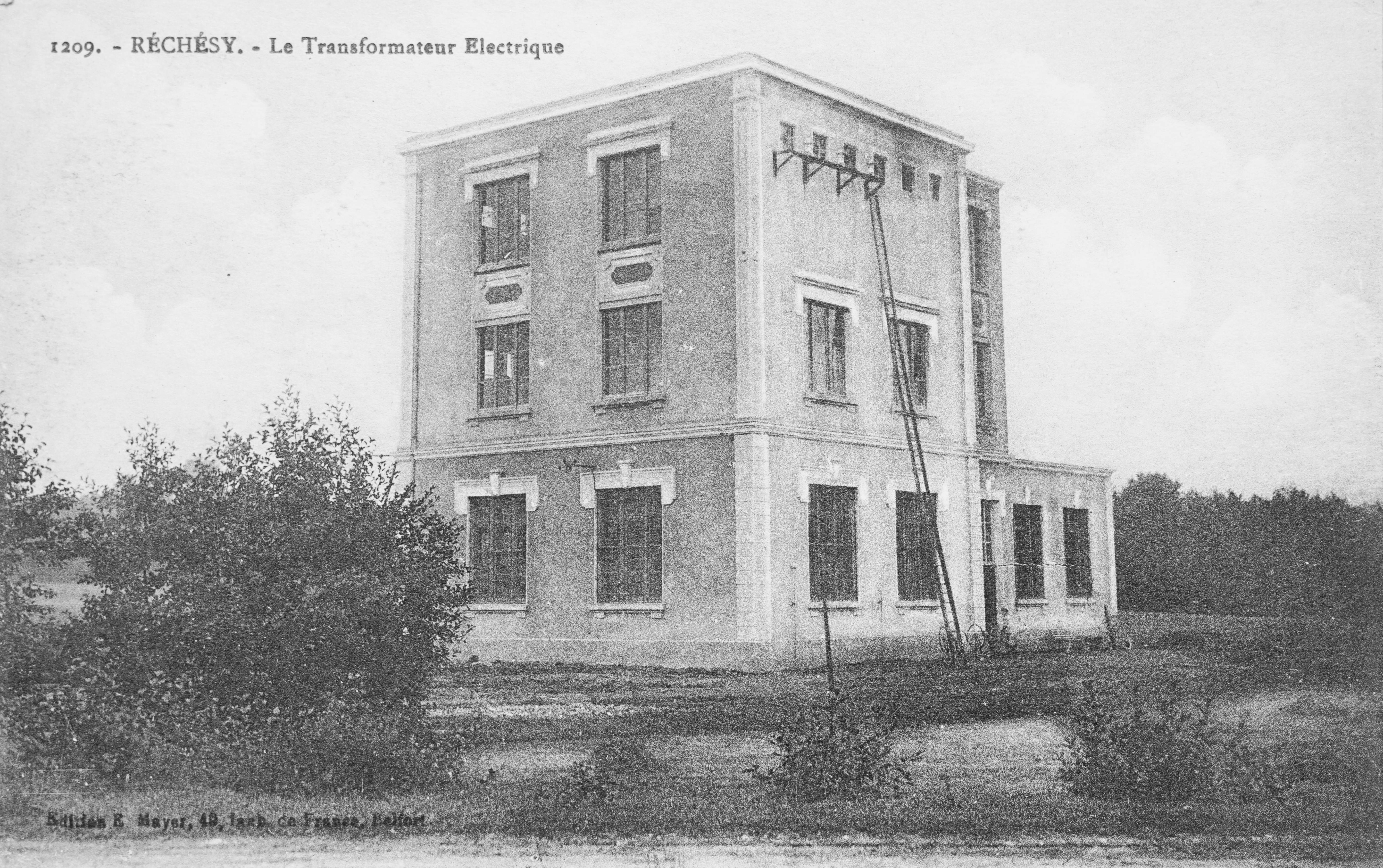
La station de Réchésy en 1917.
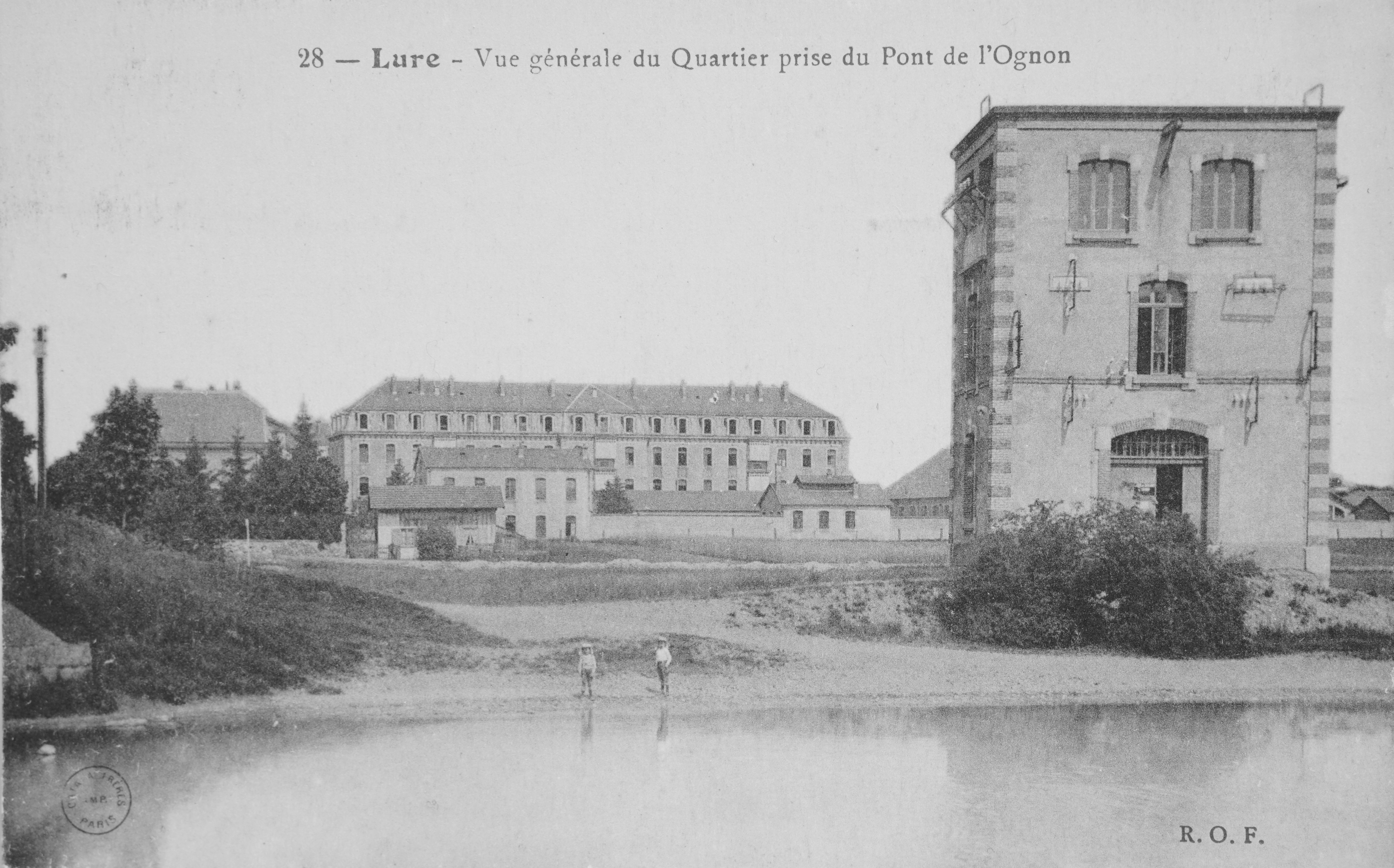
La station de Lure en activité.
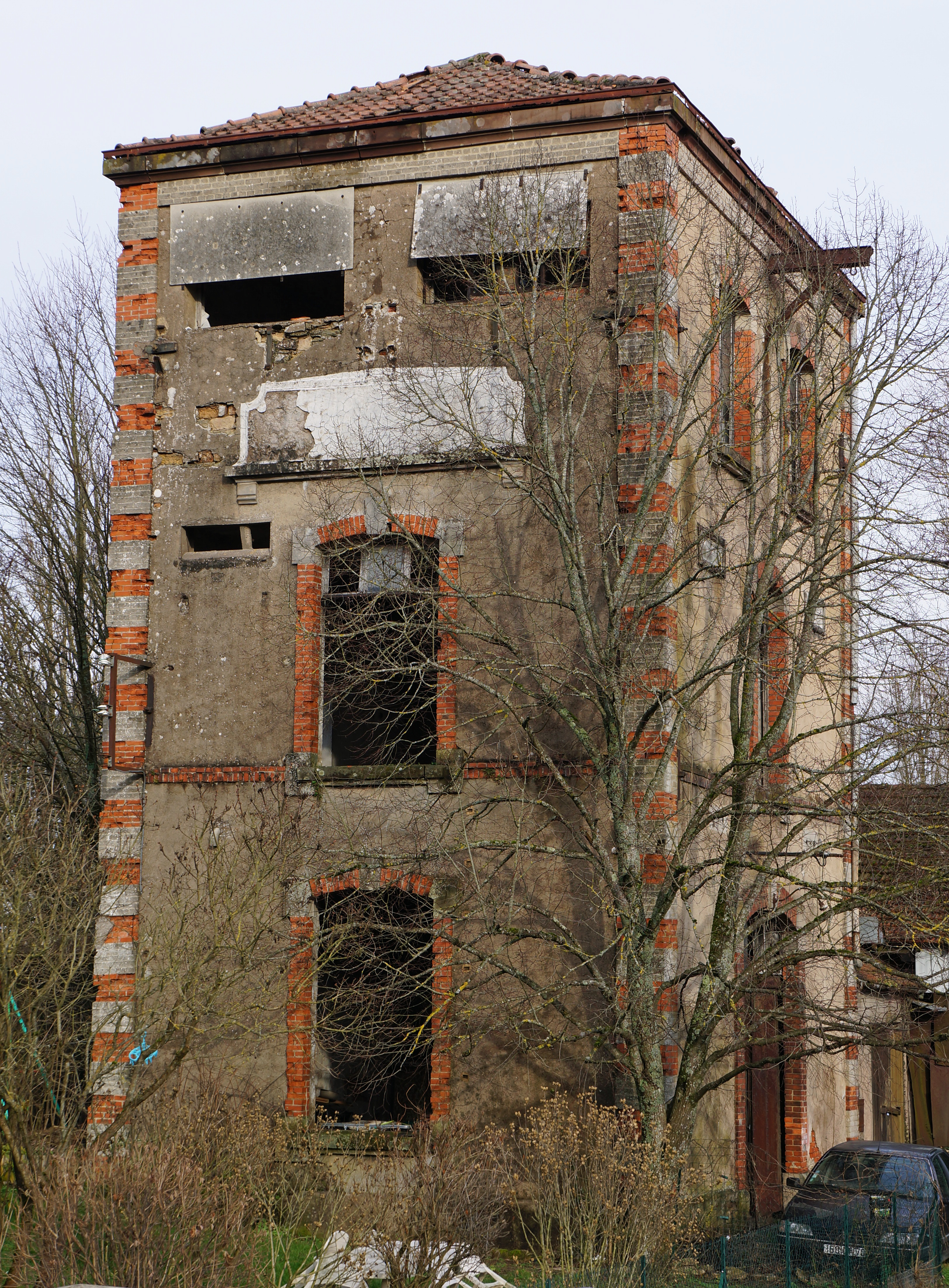
La station de Lure en 2013.
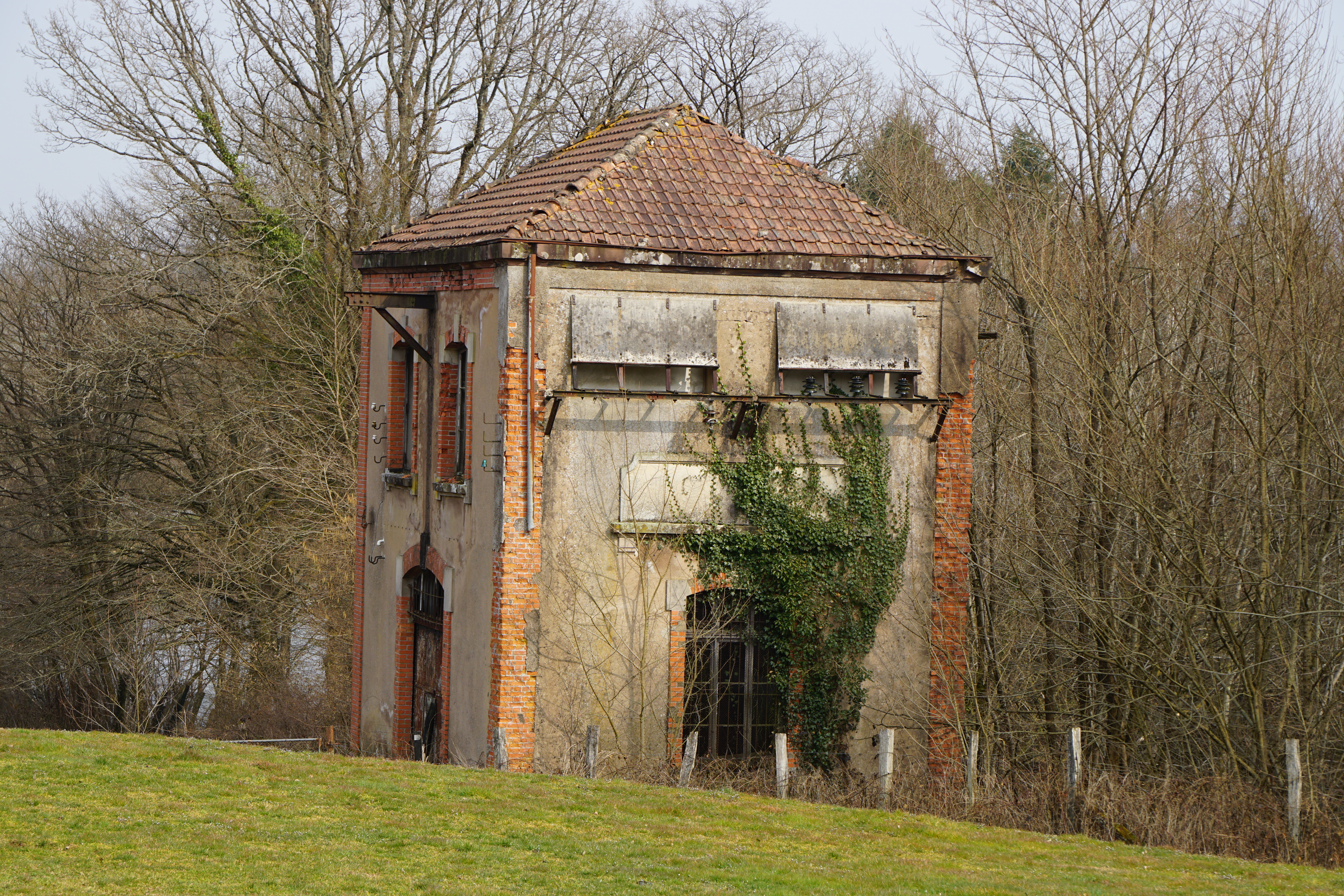
La station de Frahier.
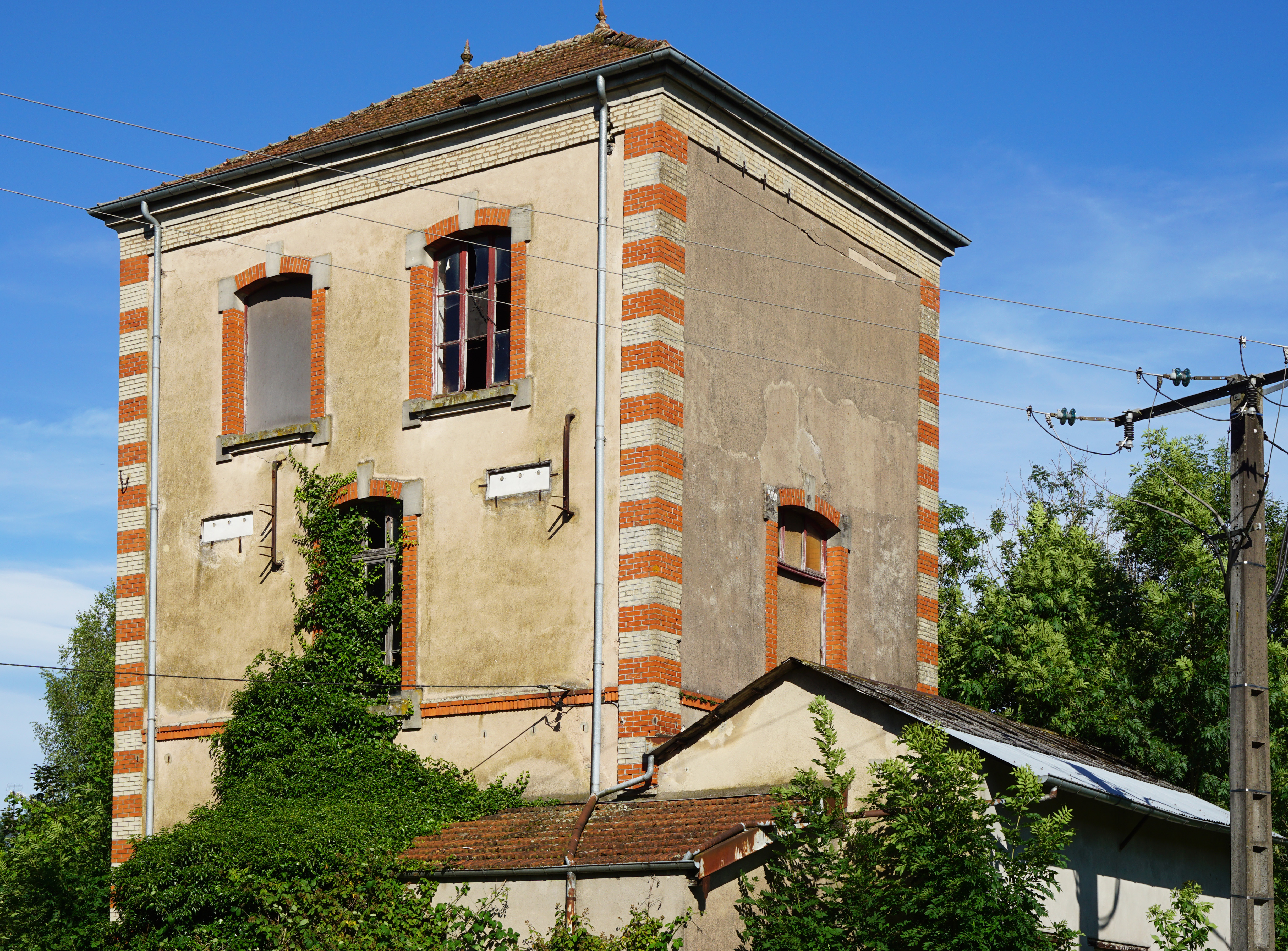
La station de Fougerolles.
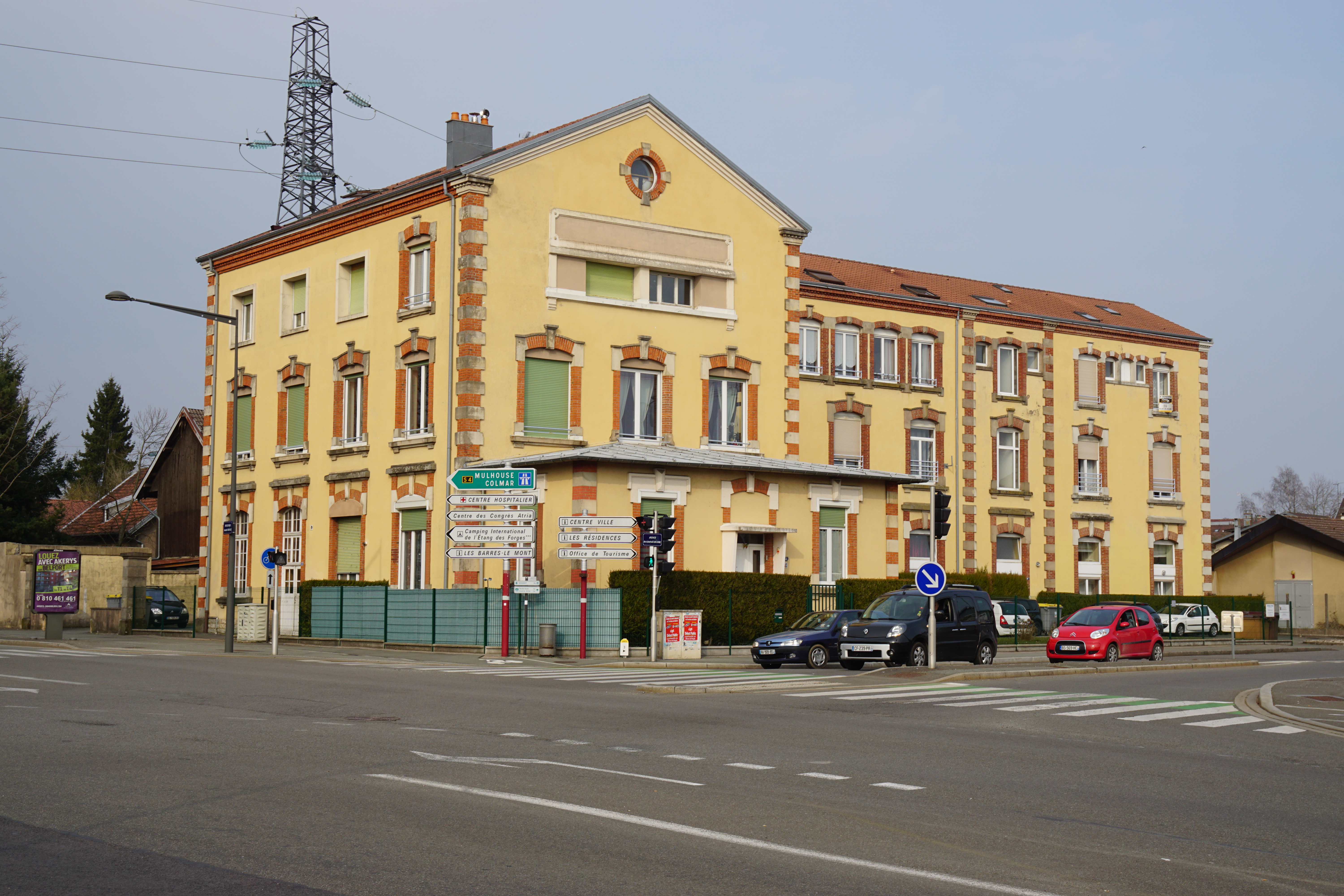
La station d'Essert, à Belfort.

## Production
Avant la fin des agrandissements, la production est faible et dépasse rarement 10 GWh par an. Entre 1924 et 1950, la production annuelle est comprise entre 5,1 GWh (1924) et 36,3 GWh (1949). Au cours de cette période, la centrale a quasiment toujours fonctionné avec des facteurs de charge annuels compris entre 2 et 15 % de sa capacité. Elle a atteint deux fois 25 % en 1929 puis en 1949.

Histogramme

|                   | 1920 | 1922 | 1924 | 1926 | 1928 | 1930 | 1932 | 1934 | 1936 | 1938 | 1940 | 1942 | 1944 | 1946 | 1948 | 1950 |
| ----------------- | ---- | ---- | ---- | ---- | ---- | ---- | ---- | ---- | ---- | ---- | ---- | ---- | ---- | ---- | ---- | ---- |
| Production en GWh | 11,8 | 2,8  | 5,1  | 12,0 | 21,5 | 13,2 | 10,0 | 17,8 | 16,3 | 16,4 | 6,7  | 5,5  | 7,2  | 15,9 | 21,6 | 15,9 |

|                   | 1921 | 1923 | 1925 | 1927 | 1929 | 1931 | 1933 | 1935 | 1937 | 1939 | 1941 | 1943 | 1945 | 1947 | 1949 |
| ----------------- | ---- | ---- | ---- | ---- | ---- | ---- | ---- | ---- | ---- | ---- | ---- | ---- | ---- | ---- | ---- |
| Production en GWh | 10,0 | 4,8  | 5,5  | 18,2 | 34,9 | 5,5  | 17,5 | 17,1 | 17,7 | 11,7 | 10,0 | 7,7  | 7,9  | 17,8 | 36,3 |

- Histogramme

## Personnel
Les membres du personnel sont souvent d'anciens mineurs reconvertis en électriciens. Ces ouvriers font alors un métier très différent et plus varié, bien qu'ils soient toujours employés par la même société. Le travail consiste à poser des lignes, installer des transformateurs, faire des réparations. Certains doivent aussi se charger de l'approvisionnement en charbon et du déversement des cendres sur les terrils des environs. Le personnel de la centrale compte également des machinistes, des techniciens, des mécaniciens et des chauffeurs issus des houillères.

## Vestiges
De rares vestiges de toutes ces installations subsistent au début du XXIe siècle : les ruines des stations de Lure et Frahier, la grande station de Belfort reconvertie en logements et d'anciens pylônes métalliques d’époque. Quelques traces de la centrale subsistent, tel un petit mur circulaire (vestige du château d'eau), de petits bâtiments reconvertis ainsi que l’emplacement du plus haut bâtiment, resté en friche, ou encore le nom de la « rue de la Centrale ».

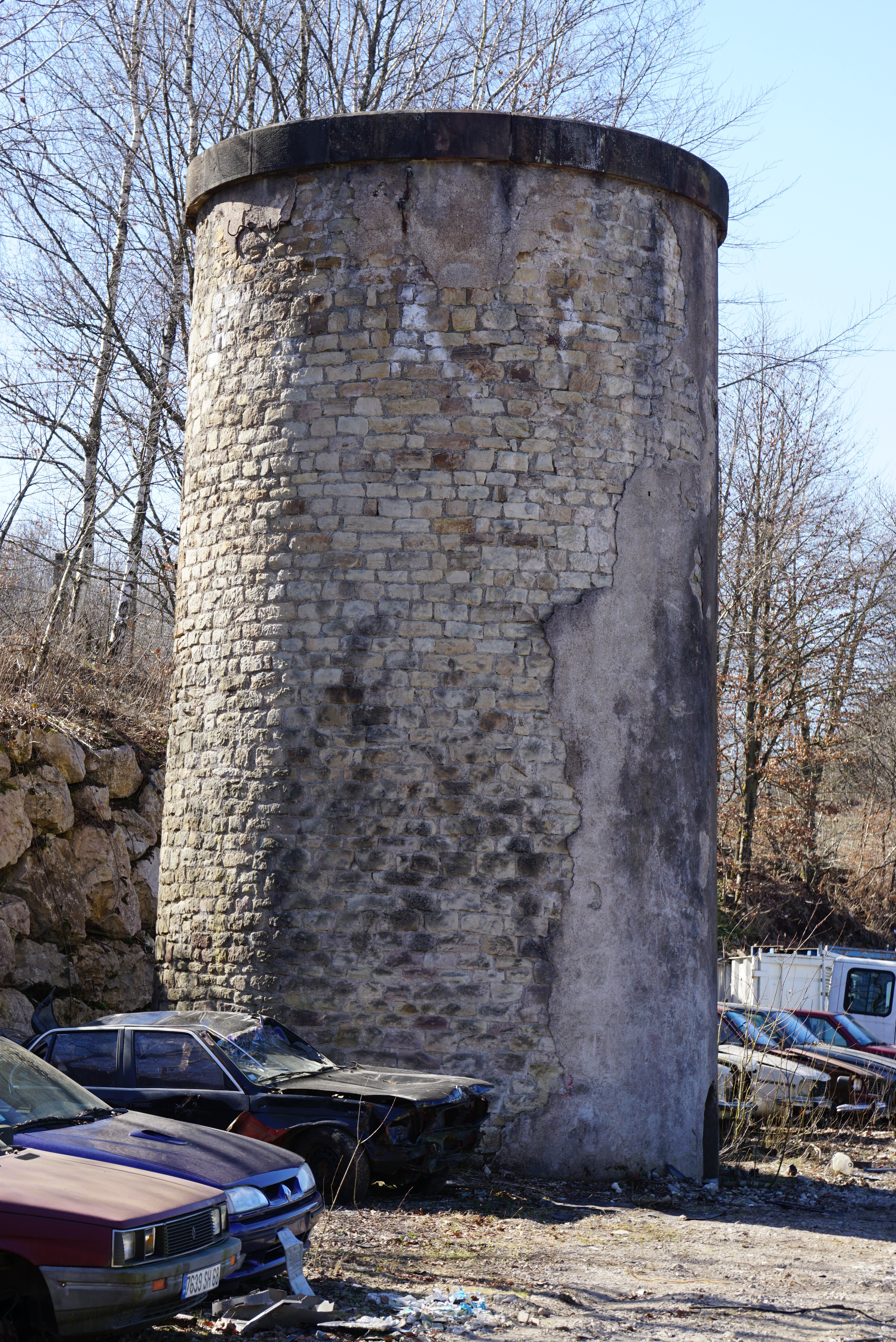
Les ruines du château d'eau.
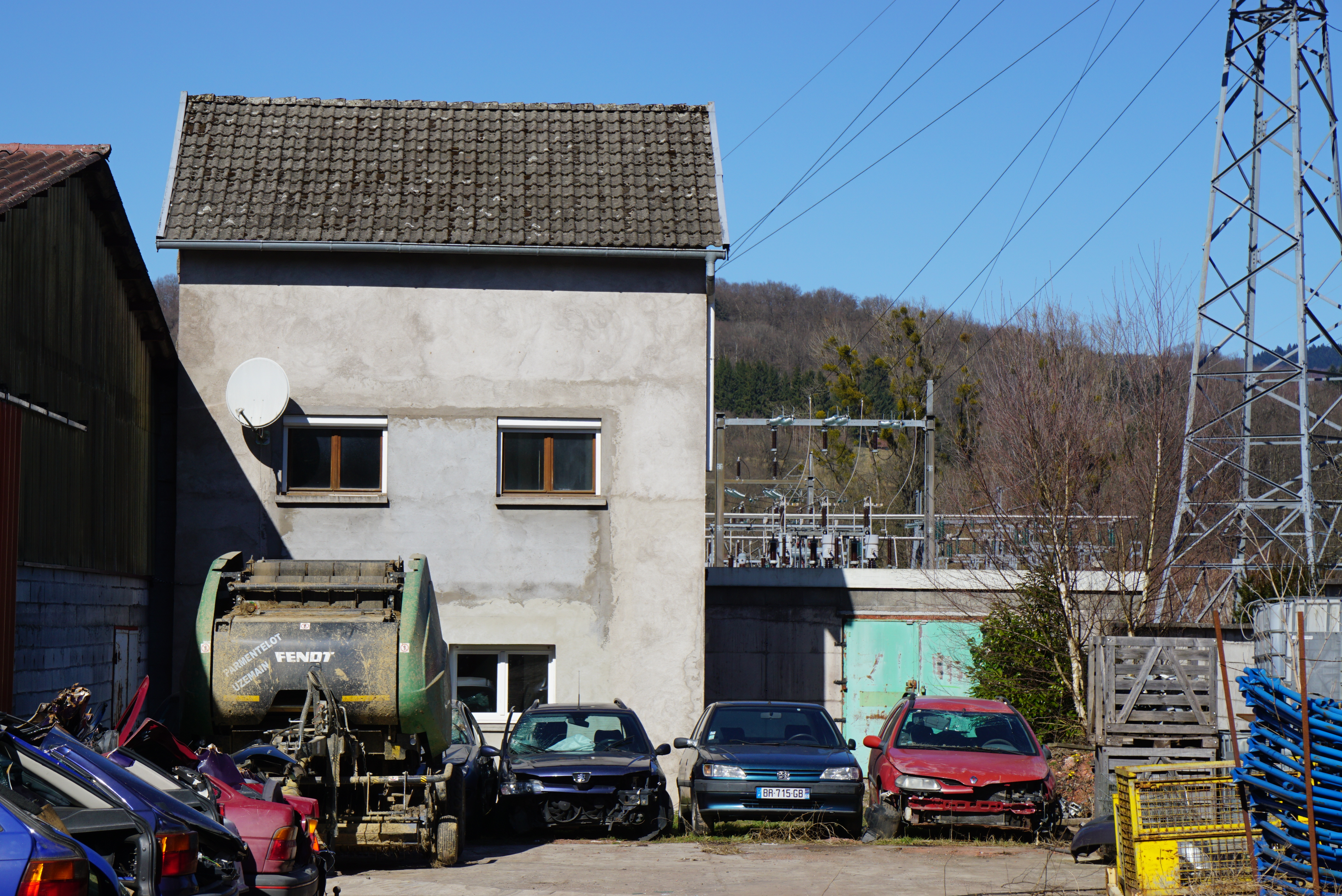
Un ancien bâtiment annexe.
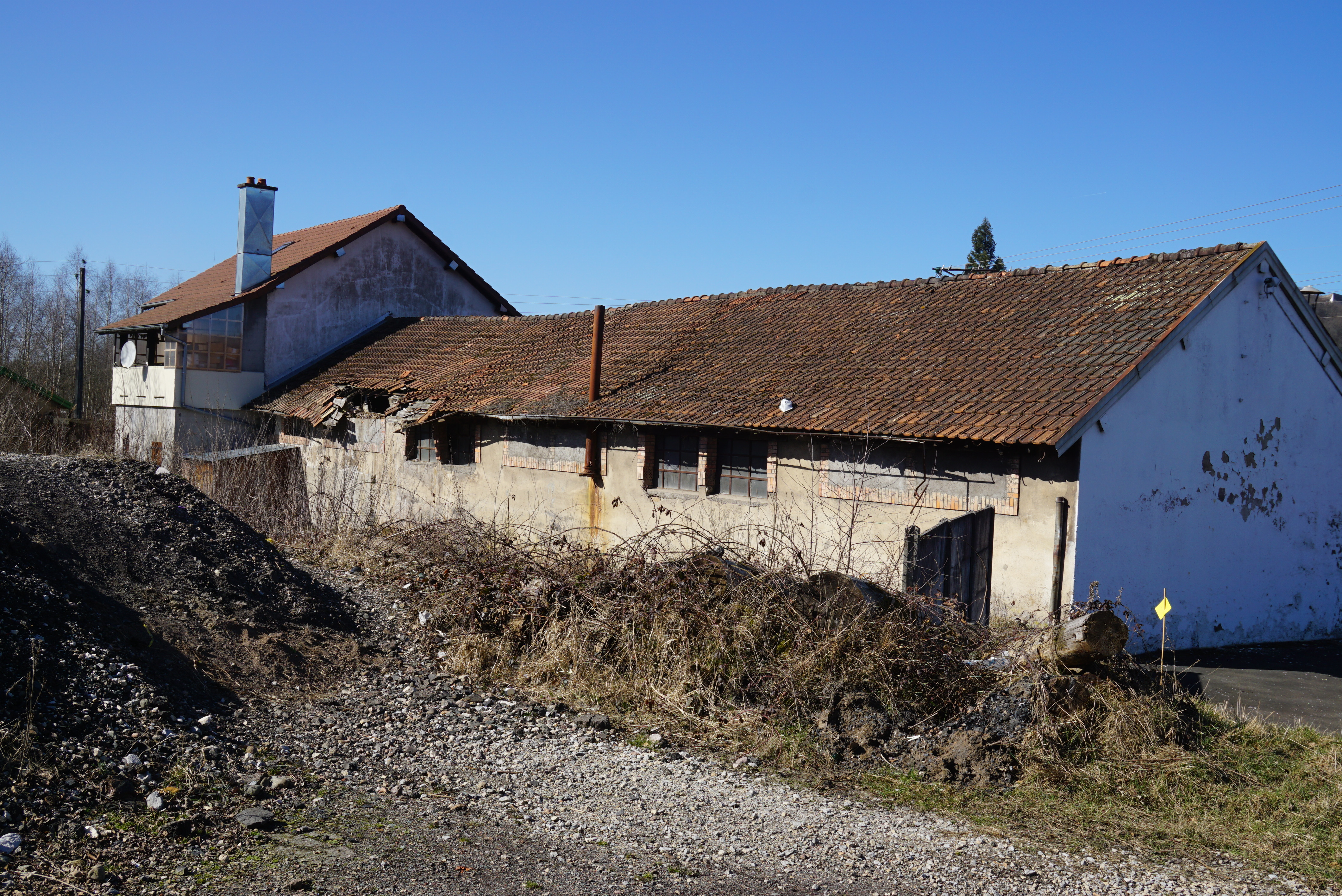
Un bâtiment situé entre le puits du Chanois et la centrale.
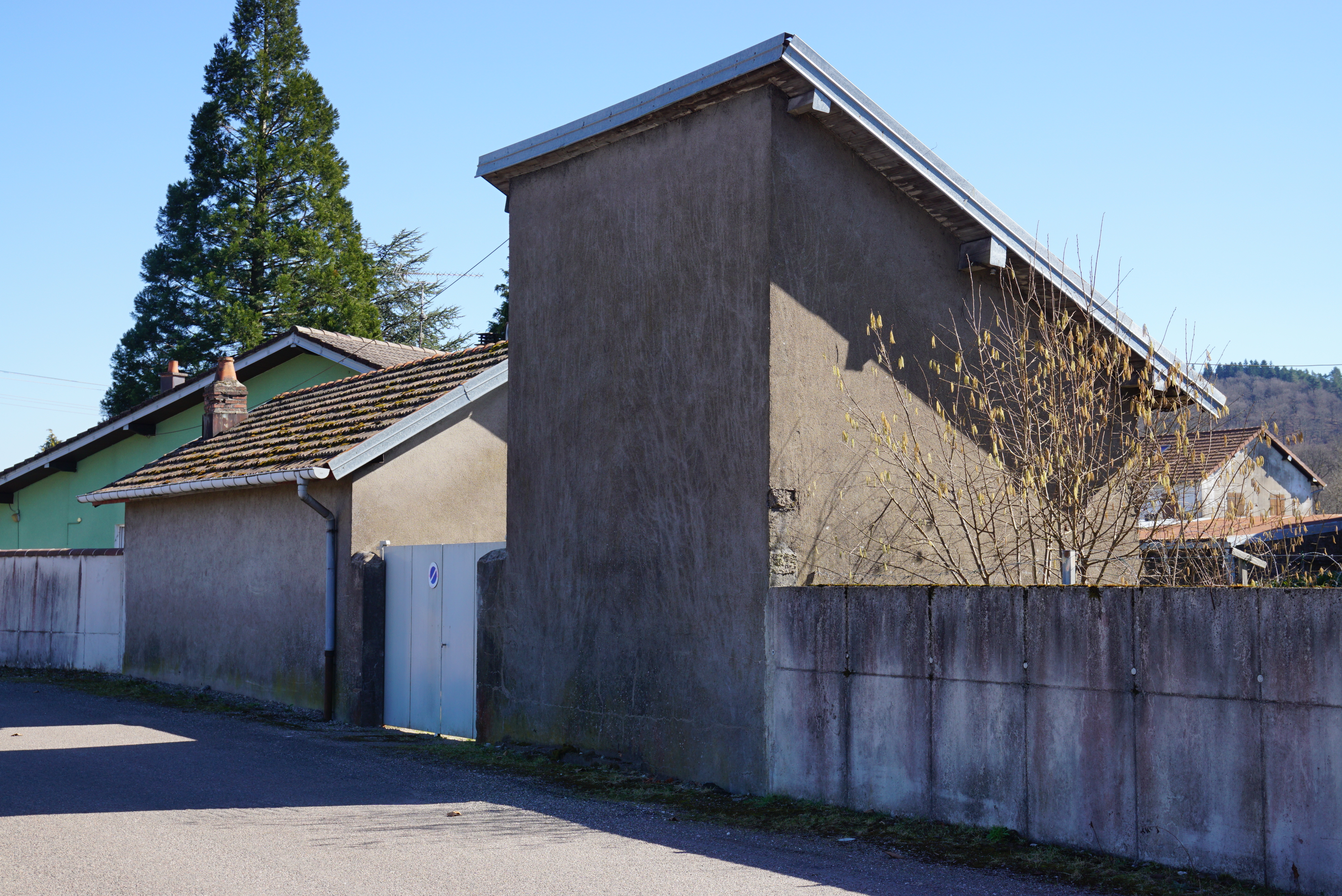
D'anciens bâtiments annexes.
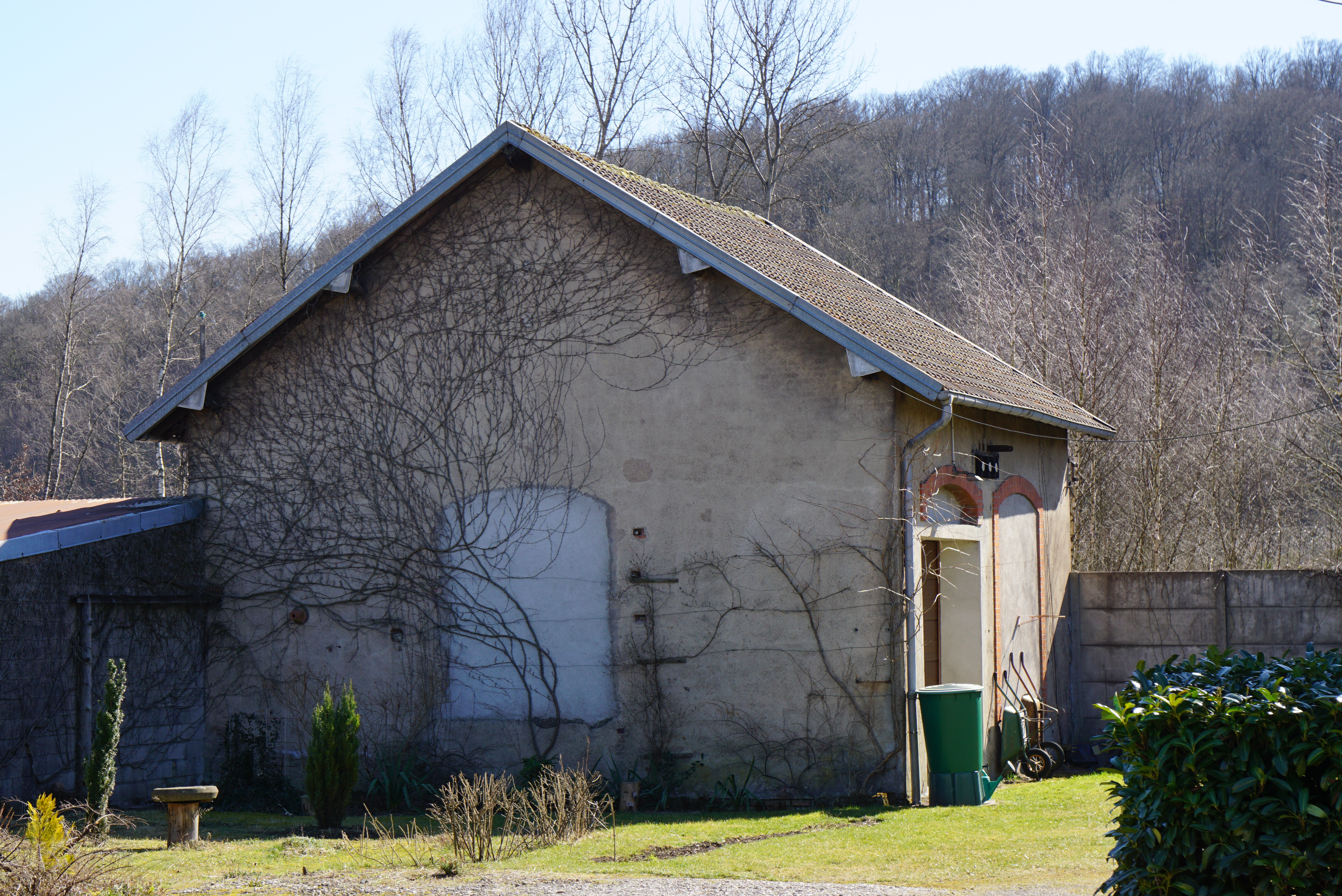
Un ancien bâtiment annexe.